# Potabilizzazione dell'acqua

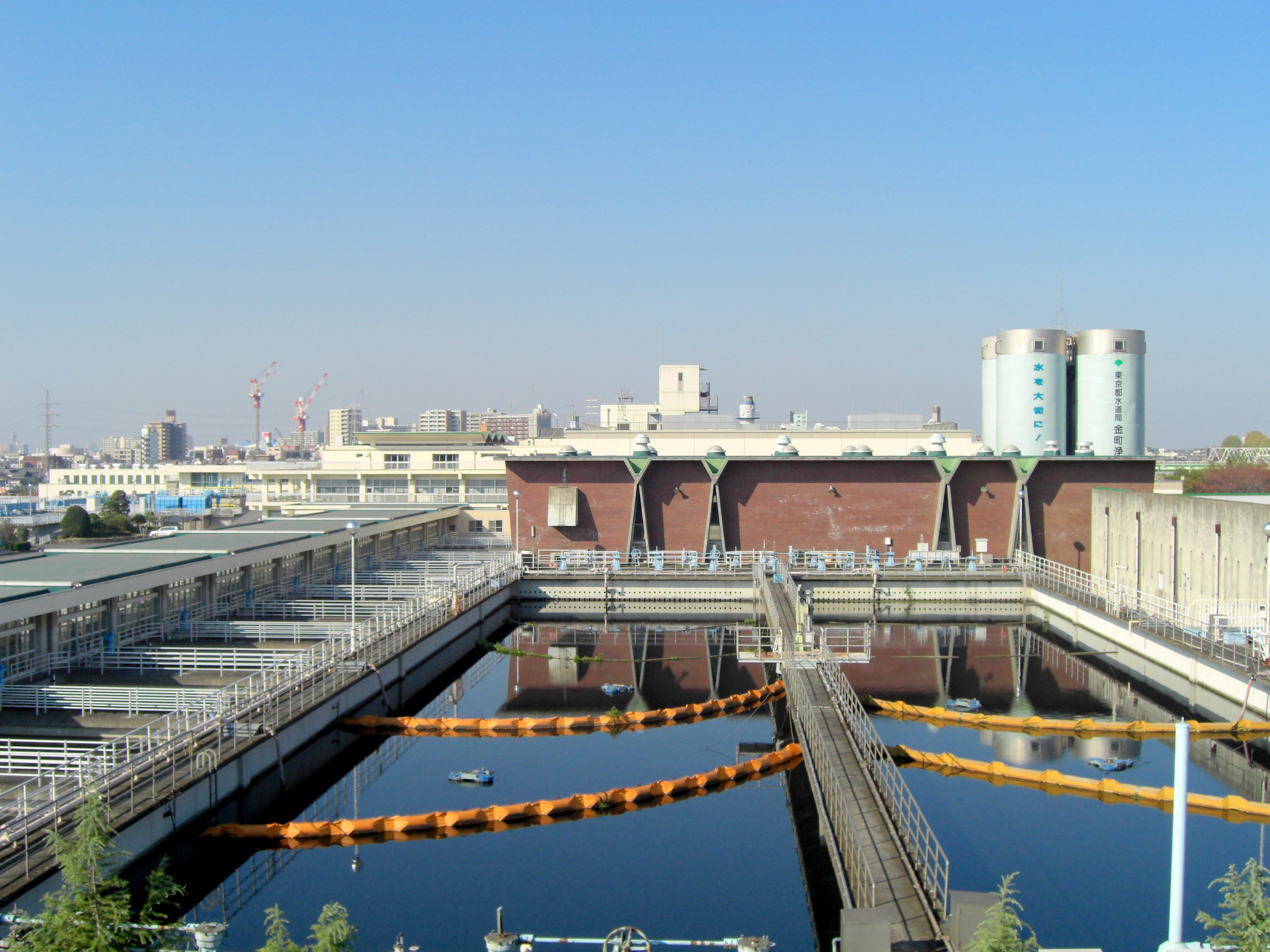
Impianto di purificazione delle acque.

La potabilizzazione dell'acqua (o purificazione dell'acqua) è un processo fisico-chimico che consiste nella rimozione delle eventuali sostanze contaminanti dall'acqua grezza per ottenere un'acqua idonea al normale consumo domestico, per l'irrigazione dei campi o per usi industriali (es. per l'utilizzo da parte di stabilimenti a scopo alimentare).

## Generalità
Con il graduale esaurirsi delle sorgenti naturali di acqua potabile (acque profonde) si sta sempre più ricorrendo all'acqua di origine superficiale (mari, fiumi, laghi naturali e artificiali). Queste fonti di approvvigionamento, a causa delle caratteristiche specifiche dell'acqua e/o del grado di inquinamento, devono essere sottoposte a cicli di trattamenti di potabilizzazione necessari a modificarne le caratteristiche e migliorarne la qualità.
Sovente questo accade anche per le acque profonde con un alto contenuto di sostanze organiche e un'elevata contaminazione microbica, soprattutto se sono presenti batteri di origine fecale (es. colibacilli). Per il trattamento delle acque di mare vedere dissalazione. La depurazione si attua facendo passare le acque grezze (provenienti da fiumi o laghi) attraverso svariati tipi di impianti di rimozione del materiale organico ed inorganico.
I metodi di rimozione utilizzati possono essere di natura fisica, chimico-fisica e biologica in funzione del tipo di sostanze da eliminare dall'acqua grezza in ingresso all'impianto. Le sostanze che devono essere rimosse durante il trattamento di potabilizzazione possono essere di origine naturale e antropica; il primo tipo comprende ad esempio:
- ferro e manganese presenti nell'acqua di origine profonda;
- idrogeno solforato presente nelle acque di falda o in aree vulcaniche;
- i solfati presenti nelle acque profonde e in zone ad attività termale.

Il secondo tipo comprende ad esempio:
- metalli pesanti, come antimonio, arsenico, piombo, in concentrazioni rilevabili originati dagli scarichi industriali;
- microinquinanti organici[2] come idrocarburi, fitofarmaci e solventi;
- ammoniaca, nitriti, nitrati, ecc.

Inoltre le acque grezze contengono anche forma di vita microbiologica come:
- plancton;
- benthos;
- miceti;
- protozoi;
- batteri (patogeni o di origine ambientale);
- virus.

La sequenza dei processi di potabilizzazione da adottare, deve essere progettata per garantire all'acqua trattata:
- idonee caratteristiche organolettiche: sapore, odore, colore, torbidità;
- idonee caratteristiche fisiche: come temperatura, conducibilità elettrica e pH;
- idonee caratteristiche chimico-biologiche: come la durezza, la salinità, i microinquinanti, il carico organico, la vita microbiologica (es. rimozione dei patogeni tramite disinfezione).

Tuttavia il fatto che l'acqua sia per natura un solvente rende alquanto problematica l'efficace eliminazione di moltissime sostanze indesiderate. Le acque potabilizzate vengono immesse in un serbatoio di testata da cui ha origine il sistema di adduzione idrico - potabile.

### Tipi di solidi
Le acque grezze contengono diversi tipi di sostanze di natura organica ed inorganica, qui di seguito classificati, che devono essere rimosse durante il trattamento di potabilizzazione:
- solidi grossolani distinguibili in:
  - solidi grossolani sedimentabili (ghiaia, sabbia grossa, terriccio);
  - solidi grossolani non sedimentabili (foglie, piccola fauna, alghe);
- solidi sospesi costituiti da particelle di dimensioni comprese tra 0,1 e 1 μm: anch'essi si distinguono in:
  - solidi sospesi sedimentabili (argilla, sabbia fine);
  - solidi sospesi non sedimentabili (microflora e microfauna, plancton).
- solidi filtrabili costituite da:
  - sostanze colloidali costituite da particelle di dimensioni tali (10−9 - 10−7 m) da non poter essere separati dall'acqua con alcun trattamento meccanico;
  - sostanze disciolte o solute omogeneamente disperse allo stato molecolare o ionico nell'acqua.

Le sostanze colloidali e le sostanze sospese non sedimentabili sono la causa prima della torbidità dell'acqua

### Classificazione dei trattamenti
I trattamenti di potabilizzazione vengono classificati nel seguente modo:
- trattamenti fisici semplici: sono articolati in un'unica fase, eliminano i solidi sospesi sedimentabili (grigliatura e sedimentazione) e quelli non sedimentabili (stacciatura e filtrazione).
- trattamenti fisici e chimici normali e spinti: sono articolati in più fasi ed eliminano i solidi sospesi non sedimentabili (chiariflocculazione) e correggono le caratteristiche chimiche delle acque grezze eliminando quelle sostanze disciolte che risultano incompatibili con l'uso a cui l'acqua è destinata (addolcimento, stabilizzazione, deferrizzazione, demanganizzazione, desilicazione, fluorazione e defluorazione, aerazione).
- trattamenti di affinazione: anch'essi articolati in più fasi, migliorano le caratteristiche organolettiche dell'acqua (adsorbimento su carboni attivi) e abbassano il contenuto di solidi disciolti (demineralizzazione)

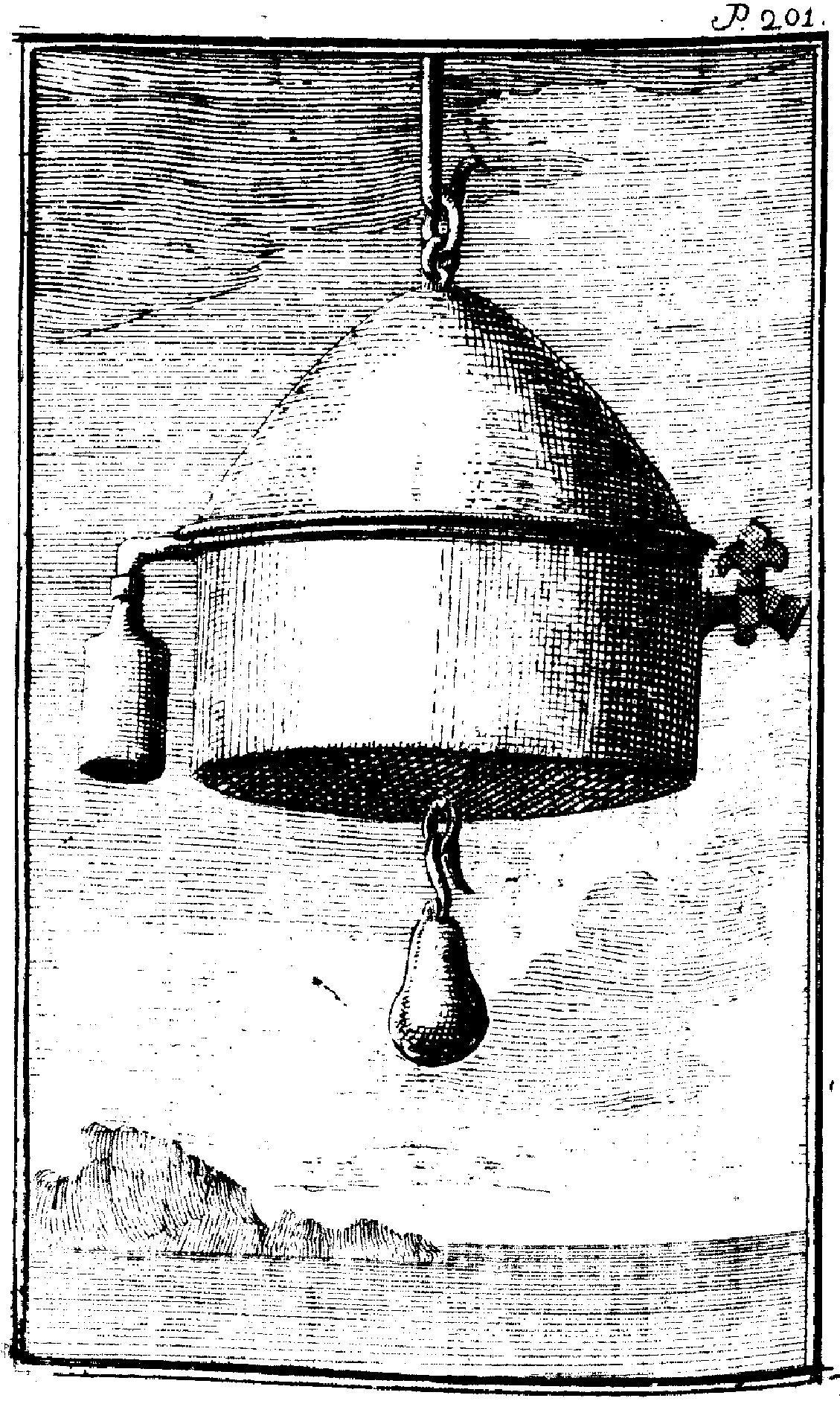
Antico strumento per la potabilizzazione in una pubblicazione del 1742

- Antico strumento per la potabilizzazione in una pubblicazione del 1742disinfezione: ha lo scopo di eliminare la presenza di microrganismi (clorazione, cloroammoniazione, ozonizzazione, attinizzazione).

## Trattamenti fisici semplici
Gli interventi di questo tipo sono previsti, quando necessario, a monte dei processi di trattamento di potabilizzazione veri e propri, e permettono la rimozione di materiali e sostanze che per loro natura e dimensione rischiano di danneggiare le attrezzature e di compromettere l'efficienza dei successivi stadi di trattamento.

### Grigliatura
Le acque grezze contengono sedimenti che possono creare diversi problemi durante il ciclo di potabilizzazione:
- otturando o danneggiando le pompe;
- ostruendo canali e tubazioni;
- influenzando negativamente l'efficienza dei successivi processi di trattamento.

La grigliatura ha l'obiettivo di trattenere i solidi grossolani non sedimentabili (rami, foglie, stracci, plastica, ecc.) e solidi grossolani sedimentabili (ghiaia, ecc.).
Tra questi materiali grossolani è compresa l'eventuale fauna del corpo idrico (pesci).
La grigliatura viene adottata in tutti gli schemi di trattamento delle acque superficiali e in questo caso è posta a monte degli altri trattamenti.
Nel caso di acque della categoria A1, può costituire l'unico trattamento fisico oltre alla disinfezione. La griglia è costituita da una serie di barre metalliche poste ad una distanza tale da creare ostacolo ai corpi grossolani trasportati dalla corrente.
La griglia viene installata internamente al canale di arrivo all'impianto, inclinata con una pendenza di regola pari a 1:3. Il canale in corrispondenza della griglia si allarga in modo tale che la velocità dell'acqua a valle della griglia, tenuto conto dell'ingombro delle sbarre, si mantenga prossima a quella che si ha nel tratto a monte.
La velocità dell'acqua che attraversa la griglia deve essere sufficiente a impedire la sedimentazione dei solidi a monte della stessa ma non troppo elevata per non incrementare le perdite di carico. A seconda dell'interasse tra le barre, le griglie si suddividono in:
- grossolane - interasse di 5÷10 cm;
- medie - interasse di 2,5÷5 cm;
- sottili - interasse di 1÷2,5 cm.

In base al sistema di pulizia vengono classificate invece in:
- manuali: utilizzate principalmente per griglie grosse (poste in testa ai canali di by pass) e per piccoli impianti dove la quantità di solidi grigliabili è da ritenersi trascurabile e/o quando le operazioni di pulizia non risultano troppo onerose;
- meccaniche: in tutti gli altri casi.

### Stacciatura e microstacciatura
Nel caso in cui sia necessario effettuare una rimozione spinta dei solidi grossolani non sedimentabili e dei solidi sospesi non sedimentabili si prevede accanto alla grigliatura anche una stacciatura (o setacciatura) o una microstacciatura. Questo tipo di intervento è di regola alternativo alla sedimentazione primaria ed inoltre viene utilizzato anche per la rimozione di alghe e plancton.
Lo staccio è costituito da un cilindro rotante (tamburo o noria) in acciaio inox ad asse orizzontale, chiuso alle sue estremità e parzialmente immerso in una vasca, su cui è montata una rete metallica anch'essa in materiale inossidabile.
L'acqua filtra attraverso la rete all'interno del cilindro e viene inviata verso i successivi trattamenti, mentre il materiale viene trattenuto sulla sua superficie.
Nella rotazione, una porzione del tamburo emerge permettendo così di liberare la rete dai materiali trattenuti mediante spruzzi d'acqua. L'acqua di lavaggio viene raccolta in una canaletta e inviata alla linea fanghi. Gli stacci e i microstacci sono costruttivamente simili, differenziandosi solo per le dimensioni dei fori delle reti filtranti. Le aperture di passaggio possono essere anche di pochi millimetri per cui il trattamento risulta più efficiente della grigliatura fine.
Oltre alla possibilità di trattenere materiali particolarmente piccoli, la stacciatura presenta il vantaggio, rispetto alla grigliatura, di trattenere tutto il materiale che abbia almeno una dimensione di misura superiore al passo della rete. L'inconveniente principale della stacciatura è però la facilità con cui avvengono gli intasamenti e la necessità di frequenti operazioni di manutenzione e di pulizia. La stacciatura può essere applicata solamente nel caso di acqua con una bassa concentrazione di solidi sospesi.

### Sedimentazione primaria

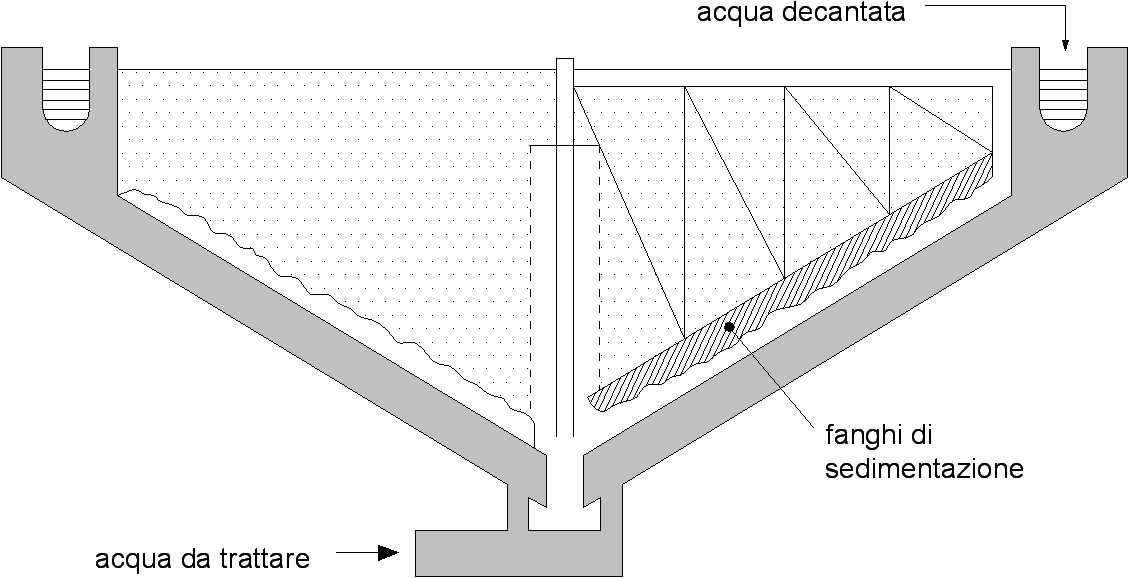
Vasca di decantazione a flusso verticale.

La sedimentazione primaria sfrutta la forza di gravità per eliminare dall'acqua i solidi sedimentabili prevalentemente di natura inorganica (sabbie, terriccio, limo, ecc.) - "dissabbiamento" -.
Viene adottata come pretrattamento fisico limitatamente alle acque con un'elevata torbidità (> 1.000 mg/l) e/o con silice in sospensione. In questi casi viene inserita a monte della chiariflocculazione al fine di alleggerirne il carico in arrivo. La funzionalità di un dissabbiamento è legata alla capacità di consentire la sedimentazione dei materiali inerti di diametro superiore a certi valori, che la pratica indica in 0,2-0,5 mm. Questi materiali infatti possono creare problemi ai successivi trattamenti poiché possono intasare tubazioni e canali, e abradere le apparecchiature elettromeccaniche (pompe). Con il dissabbiamento si raggiunge l'obiettivo di eliminare il 65-70% dei solidi sospesi e di migliorare la qualità dell'acqua da inviare ai trattamenti successivi.

#### Modalità di sedimentazione
Per ipotesi:
- il materiale da sedimentare è di tipo granuloso, cioè sedimenta senza interferire con le altre particelle;
- il moto del fluido è laminare;

in queste condizioni la velocità di sedimentazione delle particelle è regolata in prima approssimazione dalla legge di Stokes.

Tale legge è valida rigorosamente per particelle di forma sferica immerse in un liquido in quiete e a temperatura costante il cui moto verso il basso non è influenzato né dalla presenza di altre particelle né dalle pareti del contenitore.

#### Tipologia dei decantatori

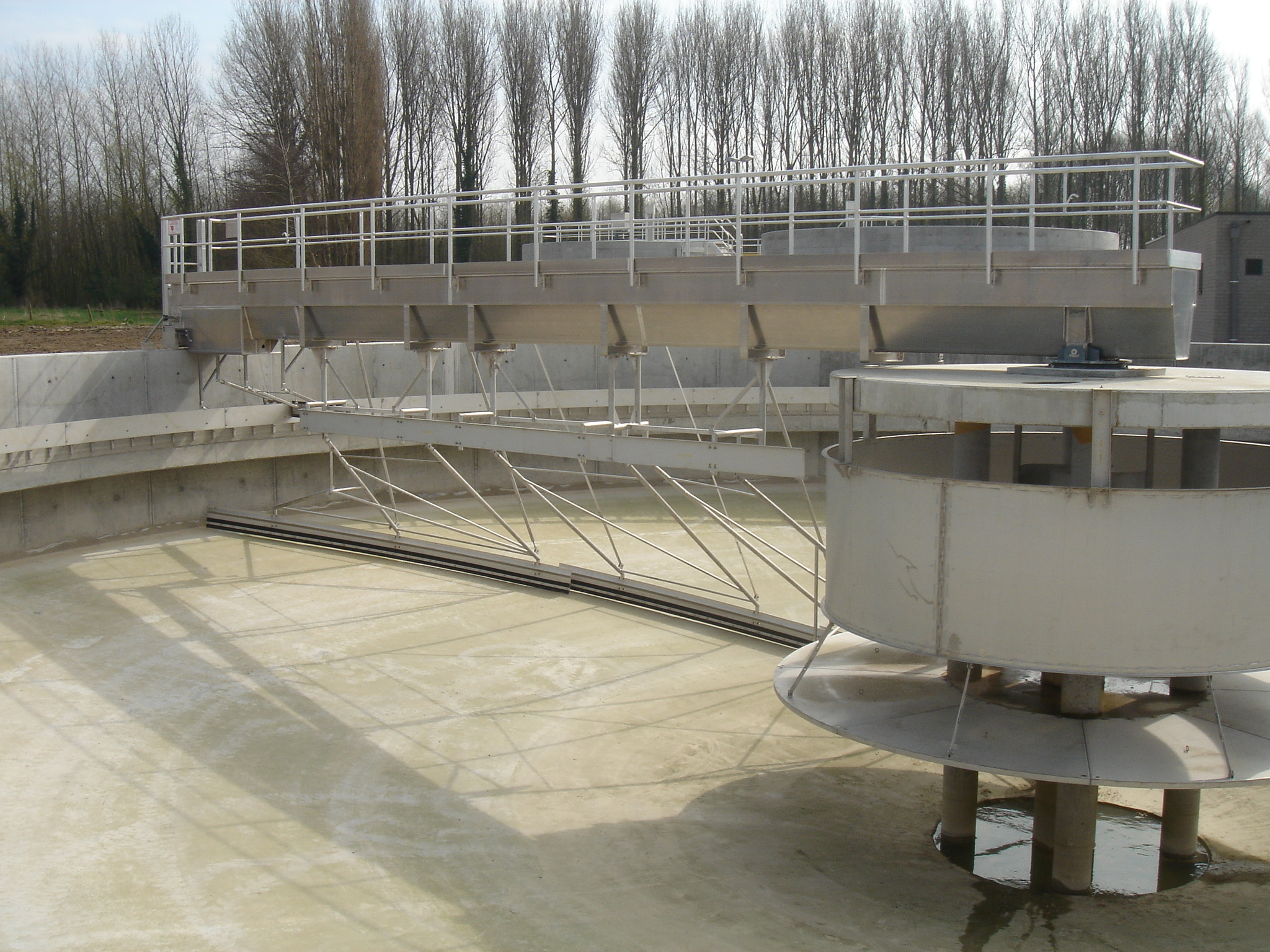
Vasca di sedimentazione circolare con camino centrale e raschiatore meccanico

La sedimentazione viene realizzata all'interno di apposite vasche, denominate decantatori, entro le quali l'acqua si muove con un flusso il più laminare possibile per un tempo sufficiente a consentire la sedimentazione delle particelle più pesanti.

Tali vasche devono consentire:
- la separazione delle particelle di diametro superiore a 0,2-0,5 mm;
- la raccolta sul fondo delle particelle e la loro concentrazione e rimozione sotto forma di fango.

I decantatori possono essere a flusso orizzontale o verticale:
- i decantatori a flusso orizzontale o dissabbiatori a canale, sono costituiti da una o più vasche in parallelo a sezione rettangolare molto allungata. Queste vasche vengono percorse in senso orizzontale dall'acqua ed hanno delle dimensioni tali da far assumere al fluido una velocità tale da consentire, nel tempo di attraversamento, la sedimentazione sul fondo della maggior parte delle particelle sedimentabili;
- i decantatori a flusso verticale o a flusso ascensionale sono di norma a sezione circolare. In queste vasche l'ingresso dell'acqua grezza può essere centrale dall'alto; in questo caso l'acqua, per poter fuoriuscire dalla vasca stessa è costretta a percorre una traiettoria tortuosa; infatti prima deve spostarsi verticalmente verso il basso per poter passare sotto un deflettore concentrico, detto camino, successivamente, superato l'ostacolo camino, deve risalire e superare uno stramazzo posto lungo il perimetro della vasca. Il liquido stramazzato viene raccolto da una canaletta e trasportato al trattamento successivo. Lungo questo percorso, tutte le particelle di tipo granuloso che hanno una velocità di sedimentazione superiore alla velocità ascensionale della corrente vengono trattenute nella vasca. In pratica la sedimentazione dipende dalla superficie della vasca e non dal suo volume. Infatti a parità di portata del flusso ascensionale (Qa), maggiore è la superficie (S) della vasca, minore è la velocità del flusso ascensionale (Va=Qa/S), maggiore è la percentuale di particelle che sedimenta.

Il materiale sedimentato viene convogliato verso una tramoggia ricavata sul fondo della vasca, mediante raccoglitori meccanici che spazzano il fondo stesso, e da qui pompati alla linea trattamento fanghi. Le dimensioni delle vasche dipendono dal tempo di detenzione il quale è funzione delle caratteristiche dei solidi sedimentabili presenti nelle acque grezze e del tipo di decantatore prescelto. Il tempo di detenzione può variare da 4 - 8 ore.

### Filtrazione

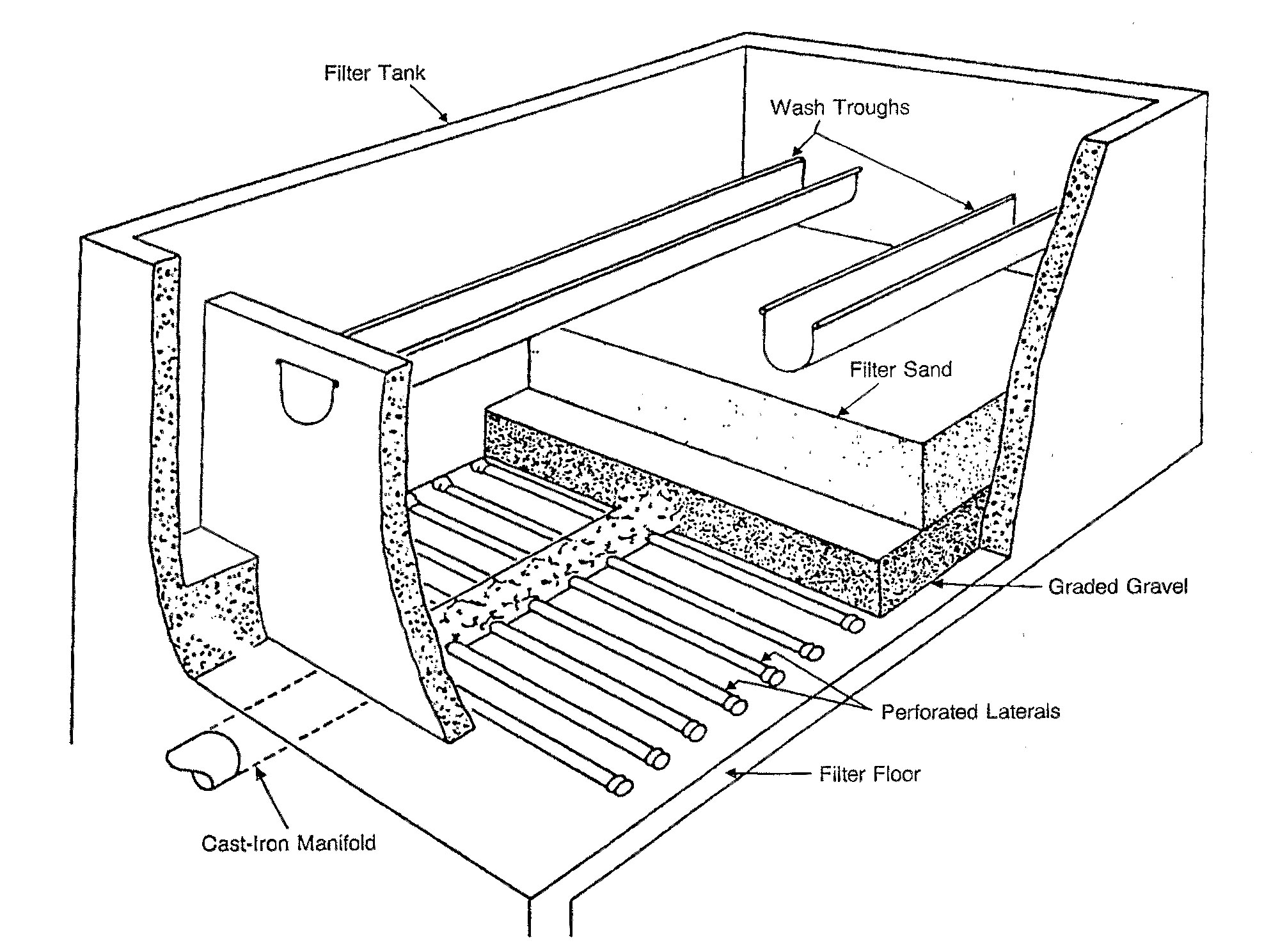
Schema di filtro rapido a sabbia

La filtrazione è un trattamento impiegato per eliminare dalle acque i solidi sospesi non sedimentabili. Il trattamento di filtrazione consiste nel passaggio dell'acqua grezza attraverso un mezzo filtrante (letto/strato filtrante o telo filtrante). Nel caso di strato filtrante il materiale filtrante può essere costituito da sabbia quarzosa, antracite o carbone attivo. Durante la filtrazione i solidi filtrati iniziano progressivamente ad intasare lo strato filtrante determinando un aumento delle perdite di carico, per vincere le quali viene aumentata la pressione di alimentazione. Superato il valore massimo di detta pressione si deve procedere all'interruzione del flusso e alla pulizia del mezzo filtrante. Lo strato filtrante poggia su un fondo drenante, che ha la funzione di:
- evitare il passaggio, con l'acqua, del materiale costituente il filtro drenante;
- ripartire uniformemente il flusso durante la filtrazione;
- ripartire l'acqua durante il controlavaggio.

Il moto dell'acqua attraverso lo strato filtrante è regolato dalla legge di Darcy.
Il filtro può funzionare:
- a portata costante e carico variabile;
- a carico costante e portata variabile;
- a carico e portata variabili.

La filtrazione viene adottata sia come unico trattamento o in serie con altri processi come ad esempio nella chiariflocculazione.

In quest'ultimo caso, poiché l'efficienza della sedimentazione postchiarifloculazione non è mai del 100%, l'effluente chiarificato contiene ancora una certa quantità di solidi che deve essere eliminato mediante filtrazione.

Il funzionamento dei filtri si articola in due fasi:
- la filtrazione;
- la pulizia.

Nella potabilizzazione i filtri si suddividono in:
- filtri di superficie: la filtrazione avviene mediante teli filtranti che impediscono il passaggio dai materiali di dimensioni superiori ai fori del telo(es.tessuto non tessuto; in questo caso le particelle sono trattenute sulla superficie del mezzo filtrante formando uno strato di materiale che trattiene le successive particelle. Forme speciale di filtrazione superficiale sono i processi a membrana suddivisi in base alla grandezza dei pori in: microfiltrazione, ultrafiltrazione, nanofiltrazione e iperfiltrazione o osmosi inversa. La filtrazione con membrane può essere usata ad esempio come alternativa alla chiariflocculazione o ai processi di adsorbimento;
- filtri di volume: la filtrazione avviene mediante una matrice porosa tridimensionale detta letto filtrante costituito da materiali discreti di piccole dimensioni (es. sabbia); in questo caso le particelle sono trattenute all'interno del mezzo filtrante. L'efficacia di un materiale filtrante dipende da alcune proprietà delle particelle come dimensione, forma e chimica superficiale.

I filtri di volume di suddividono ancora in:
- filtri lenti;
- filtri rapidi.

#### Filtri lenti
I filtri lenti sono il primo sistema di filtrazione usato nella potabilizzazione, attualmente però sono poco usati. La filtrazione lenta può essere utilizzata nel caso di torbidità < 10 ppm. I filtri sono formati da vasche cilindriche in calcestruzzo armato sul fondo delle quali appositi ripiani, muniti di un'adeguata serie di fori, sostengono la massa filtrante.
Il letto filtrante è costituito da sabbia fine/finissima o altro materiale minuto. Il letto filtrante è sostenuto da uno sottostante strato di materiale, anch'esso filtrante, formato da uno strato di ghiaia grossolana e da sovrastanti strati di ghiaia via via più fine (materasso drenante).
Nei filtri lenti l'azione filtrante è esercitata dalla pellicola biologica che si sviluppa sulla superficie del filtro in 10-15 giorni (tempo di maturazione del filtro). Il film filtrante è molto sensibile ai disturbi meccanici e ai contaminati organici. Durante il periodo di maturazione della pellicola, l'acqua filtrata non è da ritenersi potabile. L'afflusso dell'acqua nel filtro avviene dall'alto mentre il deflusso avviene dal basso; la velocità di filtrazione è dell'ordine di 0,12÷0,40 m/ora. Sono essenzialmente del tipo a gravità (filtri aperti).
Quando lo strato filtrante inizia ad ostruirsi bisogna procedere alla sua pulizia, che avviene ogni 4÷6 settimane. La pulizia è manuale e consiste nella rimozione del primo strato di sabbia, nel lavaggio della sabbia in vasche separate e nella ricostruzione del letto filtrante.

#### Filtri rapidi
I filtri rapidi sono i più utilizzati, specie in associazione a con altri trattamenti come la chiarificazione (acque superficiali) e la deferrizzazione e demanganizzazione (acque profonde), e possono trattare una portata in ingresso 40 volte superiore a quella dei filtri lenti.
Spesso vengono utilizzati quando la torbidità risulta > 10 ppm. I filtri rapidi sono identici a quelli lenti; varia soltanto la grossezza del materiale costituente il letto filtrante e il materasso filtrante, in modo da rendere più rapida la velocità di filtrazione, pari a 5–10 m/ora. In questo caso la filtrazione è di tipo meccanico. Per i filtri rapidi di regola si utilizzano letti filtranti monostrato (single media) costituiti da sabbia fine quarzosa (spessore 50–80 cm) supportata da un materasso filtrante, o strato drenante, costituito da materiale più grossolano (ad esempio ghiaia) dello spessore 20÷30 cm.
Si possono realizzare anche filtri costituiti da due strati filtranti di materiali con diverso peso specifico (dual media).
Di regola in questo caso lo strato superiore è costituito da antracite, più leggero, e quello inferiore è in sabbia quarzosa. Lo strato di antracite, essendo formato da particelle più grossolane della sabbia, preserva dalla rapida occlusione i primi strati di sabbia.
Dopo un certo tempo, le particelle trattenute iniziano ad intasare il letto drenante diminuendone la permeabilità, e determinando, a portata di afflusso costante, un aumento del livello idrico nelle vasche filtranti. Superato il livello limite, lo strato drenate deve essere sottoposto a lavaggio in controcorrente per ripristinarne l'efficienza.
Durante il controlavaggio, acqua e aria vengono pompate dal basso verso l'alto, attraverso le condotte dell'acqua chiarificata. L'intensità del flusso di controlavaggio deve essere tale da far espandere il materiale filtrante in modo che vengano rimosse le impurità trattenute durante la fase di filtrazione ma deve permettere la dispersione del materiale filtrante.
Durante il controlavaggio il filtro ha un'espansione pari a circa 10-20% dell'altezza del letto, pertanto, in fase di progettazione, bisogna tenere in conto questo fenomeno per evitare la perdita di materiale filtrante durante la sua pulizia. Dopo il controlavaggio, grazie al diverso peso specifico, i materiali filtranti si risistemano naturalmente riformando i due strati originari. Di regola i filtri devono essere lavati ogni 36÷48 ore. Possono essere sia del tipo a gravità che a pressione; nei grossi impianti sono in genere aperti con funzionamento a gravità mentre per piccole utenze si possono utilizzare i filtri a pressione.
Vista la rapidità con cui le singole unità filtranti si saturano, e pertanto necessitano di lavaggio, in un impianto di potabilizzazione, per garantire la continuità del filtraggio, si prevedono sempre più filtri con funzionamento in parallelo.

## Trattamenti fisici e chimici normali e spinti

### Fasi
La chiarificazione si compone di tre fasi:
- chiariflocculazione;
- sedimentazione secondaria o chiarificazione;
- filtrazione rapida.

Le prime due fasi possono essere effettuate in bacini separati o in unica vasca; in quest'ultimo caso si parla di bacino unico. Commercialmente esistono vari tipi di bacini unici i cui nomi cambiano a seconda del produttore e del processo, come ad esempio:
- accelator: processo a ricircolo di fango;
- pulsator: processo a letto di fango;
- cyclofloc: processo a fiocco appesantito da sabbia fine;
- actiflo: processo a fiocco appesantito da sabbia fine.

### Chiariflocculazione
La chiariflocculazione è un trattamento chimico-fisico che viene adottato per eliminare i solidi sospesi non sedimentabili di natura colloidale non eliminabili con i trattamenti fisici semplici.
Con questo trattamento si rimuovono anche i solidi sedimentabili finissimi non eliminabili, per motivi economici, con un trattamento fisico semplice a causa della loro velocità di sedimentazione estremamente bassa che richiederebbe decantatori di notevoli dimensioni. Con questo trattamento si può rimuovere anche la silice colloidale presente nell'acqua di origine superficiale.
Con la chiariflocculazione si possono eliminare tutte quelle particelle che causano la torbidità dell'acqua e possono influenzare negativamente le efficienze dei successivi trattamenti. Infatti la presenza di sostanze in sospensione, ad esempio, può vanificare l'effetto della disinfezione finale poiché tali particelle possono proteggere i microrganismi contro l'azione dei disinfettanti.
Nel trattamento di chiariflocculazione si sfruttano le proprietà di alcune sostanze, dette coagulanti, che in determinate condizioni operative, formano in acqua dei composti insolubili dotati di carica elettrica di segno opposto (carica positiva) rispetto a quella dei colloidi costituenti la torbidità da eliminare (carica negativa). Pertanto, i composti coagulanti interagiscono con i colloidi provocando la formazione di microfiocchi.
Se le acque trattate vengono opportunamente agitate, i microfiocchi si aggregano ulteriormente tra di loro formando fiocchi con buone proprietà di sedimentazione che vengono trascinati verso il basso dagli idrossidi insolubili formatisi dalla reazione dei sali metallici, di cui sono costituiti i coagulanti inorganici, con gli ioni OH- presenti nell'acqua.

Inoltre i fiocchi, avendo una forma irregolare, nel loro moto verso il basso intrappolano particelle non coagulate creando un ulteriore effetto chiarificante. I microfiocchi che non riescono a sedimentare vengono eliminati con la filtrazione.

#### Coagulazione
La coagulazione è influenzata da diversi fattori, tra cui:
- tipo di coagulante;
- quantità di coagulante;
- quantità e caratteristiche della torbidità;
- caratteristiche chimiche dell'acqua;
- pH dell'acqua.

In questo prima fase vengono effettuate due operazioni:
- aggiunta dei reattivi. Scelta dei coagulanti più opportuni e delle relative concentrazioni ottimali, secondo le caratteristiche chimico fisiche dell'acqua da trattare, dopo aver effettuato le prove jar-test;
- mescolamento rapido. Il mescolamento deve essere rapido in modo da creare un moto vorticoso che consenta una buona dispersione del prodotto. La durata del mescolamento deve essere molto breve, circa 1-5 min.

Il tipo di agitazione può essere:
- meccanica (con agitatori a pale o ad elica o con turbine);
- pneumatica (mediante insufflamento di aria);
- idraulica (mediante pompe).

Durante la flocculazione avvengono le seguenti reazioni:
nel caso di solfato di alluminio la reazione è del tipo:
Al2(SO4)3 + 3Ca(HCO3)2 → 2Al(OH)3 + 3CaSO4 + 6CO2
con formazione di idrossido di alluminio fioccoso insolubile.
nel caso di cloruro ferrico:
2FeCl3 + 3Ca(OH)2 → 2Fe(OH)3 + 3CaCl2
con formazione di fiocchi pesanti di idrossido ferrico.
Se l'alcalinità è insufficiente si può aggiungere contemporaneamente al flocculante una idonea quantità di idrossido di calcio.
È preferibile disporre di tante vasche quanti sono i reagenti da aggiungere all'acqua.
Quando gli impianti di chiariflocculazione sono a unità separate i bacini di coagulazione (flash mixing) sono di norma a sezione circolare e possono essere a flusso radiale o a flusso assiale.

#### Flocculazione
In questa fase l'effluente della coagulazione viene sottoposto ad una lenta agitazione per circa 20-25 min, per favorire l'aggregazione dei microfiocchi in fiocchi sedimentabili.
Affinché ciò avvenga, all'acqua vengono aggiunti degli appositi agenti flocculanti: i più usati oggi sono i polielettroliti.

La velocità di agitazione deve essere né troppo bassa per evitare la sedimentazione dei fiocchi, né troppo alta per evitare la rottura del fiocco.
L'agitazione lenta si ottiene facendo ricorso a mescolatori meccanici (sistema dinamico) oppure disponendo nella vasca una serie di deflettori (sistema statico). I bacini di flocculazione hanno forma rettangolare e possono essere:
- a stadi: dove per raggiungere una maggiore efficienza la vasca viene suddivisa in diverse zone in serie nelle quali l'agitazione è progressivamente decrescente.
- a canali: sono a flusso orizzontale, dove la vasca è suddivisa da setti trasversali a formare un canale la cui larghezza è man mano crescente in modo da ottenere una velocità del flusso man mano decrescente.

#### Coagulanti
I vari coagulanti agiscono secondo un proprio particolare e complesso meccanismo chimico-fisico non sempre ancora a pieno conosciuto ed interpretato. I più utilizzati sono i coagulanti inorganici come:
- i seguenti sali d'alluminio: solfato di alluminio Al2(SO4)3, cloruro di alluminio AlCl3, policloruri basici di alluminio Aln(OH)mCl3n-m

- i seguenti sali di ferro: cloruro ferrico FeCl3, solfato ferrico Fe2(SO4)3, solfato ferroso FeSO4

- idrossido di calcio Ca(OH)2 detto calce spenta e ossido di calcio CaO detto calce viva.

Queste sostanze dissociandosi liberano ioni Al3+ o Fe3+ i quali combinandosi con le particelle colloidali, formano sostanze più voluminose che precipitano insieme ai rispettivi idrossidi (anch'essi molto voluminosi).

La reazione tra coagulante e l'acqua da trattare è influenzata dalla temperatura, ad esempio in acqua calda si verifica in pochi secondi ma per temperature < 4 °C la reazione è fortemente rallentata.

Analizziamo i diversi coagulanti inorganici:
Al2(SO4)3 è il reattivo più diffuso ed è efficace con un pH tra 6,5 e 7,5.

Una reazione che avviene in presenza di bicarbonato di calcio nell'acqua da trattare è la seguente:
- Al2(SO4)3 + 3Ca(HCO3)2 ↔ 3CaSO4 + 2Al(OH)3 + 6CO2

Come si evince dalla reazione tale coagulante provoca una trasformazione della durezza carbonica naturale (Ca(HCO3)2) dell'acqua in durezza non carbonica (CaSO4), inoltre per la formazione di anidride carbonica l'acqua trattata presenta caratteristiche di acqua aggressiva.

La presenza di sodio o potassio nell'acqua influenza negativamente la coagulazione danneggiando il fiocco.

Il solfato ferrico ha un comportamento molto simile a quello del cloruro ferrico ma ha il vantaggio di essere meno corrosivo ma ha lo svantaggio di essere molto costoso e di disciogliersi lentamente 

È efficace con pH 4÷6 e pH 8,8÷9,2) e con acque a bassa temperatura.

La reazione principale è:
- Fe2(SO4)3 + 3Ca(HCO3)2 ↔ 2Fe(OH)3 + 3CaSO4 + 6CO2

Come il solfato di alluminio provoca una trasformazione della durezza carbonica naturale
dell'acqua in durezza non carbonica e rende l'acqua aggressiva. Trova applicazioni anche nei trattamenti di decolorazione di acqua a basso pH, nella rimozione del manganese ad alto pH, riduzione della silice e nell'addolcimento alla calce.
Il cloruro ferrico ha lo svantaggio di essere corrosivo per i materiali ferrosi.
È efficace con pH 4÷11.

La reazione principale è:
- 2FeCl3 + 3Ca(HCO3)2 ↔ 3CaCl2 + 2Fe(OH)3 +6CO2

A causa della formazione di anidride carbonica l'acqua diventa aggressiva.

Il solfato ferroso è il più economico tra i coagulanti. È adatto per acque con pH elevato e con un sufficiente tenore di ossigeno necessario all'ossidazione dell'idrato ferroso in ferrico che risulta insolubile.

Le reazioni principali sono:
- FeSO4 + Ca(HCO3)2 → Fe(OH)2 + CaSO4 + 2CO2
- 4Fe(OH)2 +O2 +4H2O → 4Fe(OH)3.

L''alluminato di sodio è molto costoso e viene utilizzato anche nei trattamenti di addolcimento alla calce-soda specie nel caso di elevata durezza magnesiaca.

#### Flocculanti o coadiuvanti della flocculazione
In alcune acque, anche con un forte dosaggio di coagulante, non si riesce a sviluppare un fiocco di idonea densità.

In questi casi vengono aggiunti nell'acqua i coadiuvanti della coagulazione per favorire l'addensamento dei microfiocchi in fiocchi.

Tali flocculanti, aggiunti in piccole dosi, subito dopo ai coagulanti, migliorano il rendimento del processo influendo soprattutto:
- sulla rapidità di formazione dei fiocchi;
- sulle caratteristiche di fiocchi come dimensione e peso specifico;
- miglioramento della velocità di sedimentazione dei fiocchi.

I coadiuvanti più utilizzati sono i polielettroliti, macromolecole organiche ottenute attraverso processi di polimerizzazione, solubili in acqua o ben disperdibili, caratterizzati dalla presenza di gruppi carichi o almeno polari lungo tutta la catena.

La presenza di opportune cariche o di gruppi polari uniformemente distribuiti lungo la catena facilita l'aggregazione alla catena di microfiocchi già formati, formando dei fiocchi di maggiore dimensione.
Sono prodotti naturali (amidi, polisaccaridi) o sintetici e possono essere ionici (cationici, anionici o polianfoliti) e non ionici (poliacrilammide).

Questi possono essere utilizzati anche come agenti coagulanti ma a causa del loro alto costo si preferisce utilizzarli in piccole dosi come flocculanti. 

Oltre ai polielettroliti, sono frequentemente utilizzati come flocculanti anche quelli di natura inorganica come la bentonite, il carbone attivo in polvere (PAC), la silice attivata, l'alginato di sodio puro.

#### Sedimentazione secondaria o chiarificazione
L'effluente della chiariflocculazione viene addotto nelle vasche di decantazione al fine di consentire la sedimentazione dei fiocchi e la loro eliminazione sotto forma di fanghi. Il tempo di ritenzione è dell'ordine di 2 - 8 ore e dipende dalla natura dei fiocchi. Esistono vari tipi di vasche di sedimentazione, chiamate anche chiarificatori, che possono essere classificate a flusso orizzontale e a flusso verticale; le prime sono di forma rettangolare le seconde circolari.
I fiocchi che si depositano sul fondo delle vasche formano il fango che si può rimuovere raccogliendolo con sistemi statici o dinamici. I primi consistono nel configurare il fondo della vasca a tramoggia (inclinazione delle pareti 1,5/1-2/1) in modo tale che il fango vi si possa accumulare naturalmente e dal quale viene estratto mediante pompe.
I sistemi dinamici, più utilizzati, consistono in rastrelli raschiatori che convogliano il fango nel punto del fondo vasca sagomato a tramoggia da cui il fango viene estratto mediante pompe. I fanghi estratti dai chiarificatori vengono inviati alla linea fanghi dell'impianto, mentre l'acqua chiarificata viene inviata al trattamento di filtrazione.

#### Filtrazione
La filtrazione post chiarificazione ha lo scopo di eliminare quei fiocchi e quei patogeni che non sono stati eliminati durante la sedimentazione.

Si utilizzano filtri rapidi a gravità con letto filtrante monostrato (sabbia quarzosa) o costituito da due materiali (antracite superiore e sabbia quarzosa inferiore) le cui caratteristiche sono state già descritte in precedenza.

### Addolcimento
Come è noto, si definisce durezza di un'acqua il suo contenuto di ioni metallici bivalenti, essenzialmente Ca2+ e Mg2+.
La durezza non crea problemi per l'uso potabile ma essendo all'origine della formazione di incrostazioni, può danneggiare tubazioni, lavatrici, caldaie, ecc. e può creare problemi per particolari applicazioni industriali; pertanto in alcuni casi è necessario rimuoverla.
Il trattamento di rimozione della durezza si chiama addolcimento. L'eliminazione o la riduzione della durezza dell'acqua è indispensabile quando la durezza totale eccede i 50 gradi francesi. I possibili trattamenti di addolcimento possono essere suddivisi in due grandi categorie.
- metodi per scambio ionico: si basa sulla sostituzione di cationi di calcio e magnesio con i cationi sodio che formano sali molto più solubili, anche a temperature elevate (vedere di seguito).
- metodi per precipitazione tra i quali il metodo calce-soda.

#### Metodo per scambio ionico
Per ottenere questo, l'acqua viene fatta passare attraverso serbatoi cilindrici verticali detti addolcitori contenenti colonne di resine a scambio ionico. Queste sono costituite da minuscole sferette di resine scambiatrici preventivamente caricate con cloruro di sodio (sale); durante il passaggio le sferette rilasciano il sodio, adsorbendo il calcio e il magnesio. I vantaggi di questa operazione, in quanto il sodio non tende a precipitare sulle tubazioni, sono i seguenti: un funzionamento più efficiente degli elettrodomestici e minori guasti alle condutture idriche, con risparmi di energia elettrica, di sapone e di detersivi. Tuttavia gli addolcitori non depurano l'acqua, e la forte quantità di sodio dell'acqua addolcita ne sconsiglia fortemente l'uso alimentare. Recenti studi dimostrano che l'apporto di calcio e di magnesio contenuti naturalmente nell'acqua sono indispensabili per la salute umana. Il magnesio è responsabile di processi metabolici essenziali, mentre il calcio è efficace nella prevenzione dell'osteoporosi. L'innalzamento dei valori di sodio, inoltre, può causare problemi di ipertensione o provocare malattie cardiovascolari. Uno studio del British Regional Heart Study analizzò 253 città tra il 1969 e il 1973 ed indicò un valore di durezza ideale dell'acqua per uso alimentare pari a 17 gradi francesi.
Per questi motivi oggi si tende a realizzare impianti domestici o industriali nei quali l'acqua in arrivo viene inviata ad un addolcitore per tutti gli usi tecnologici e igienici, mentre per uso alimentare l'acqua dell'acquedotto non viene trattata oppure viene ulteriormente trattata da un apparecchio ad osmosi inversa. Se la provenienza dell'acqua non è igienicamente sicura se ad esempio, l'acqua proviene da un pozzo è necessario procedere preventivamente alla disinfezione tramite ozonizzazione, raggi UV o clorazione (vedere di seguito).

#### Metodo calce-soda
Il metodo per precipitazione più semplice e comunemente eseguito è il processo alla calce - soda. In pratica vengono utilizzati calce spenta (Ca(OH)2) e soda Solvay (Na2CO3) in qualità di reagenti. La calce ha essenzialmente il compito di eliminare la durezza temporanea. L'idrossido di calcio provoca reazioni del tipo:
Ca(HCO3)2 + Ca(OH)2 → 2CaCO3 + 2H2O
Mg(HCO3)2 + Ca(OH)2 → CaCO3 + Mg(OH)2 + H2O + CO2
diminuendo in pratica la durezza temporanea dell'acqua precipitando il calcio e il magnesio come idrossidi insolubili. 

La calce spenta inoltre trasforma la durezza permanente dovuta al magnesio in durezza calcica tramite la reazione:
MgSO4 + Ca(OH)2 → Mg(OH)2 + CaSO4
Infine la soda, che ha essenzialmente il compito di eliminare la durezza permanente, trasforma in carbonati insolubili i sali di calcio secondo la seguenti reazioni:
CaSO4 + Na2CO3 → CaCO3 + Na2SO4
Il carbonato di calcio precipita essendo poco solubile, mentre il solfato di sodio resta in soluzione, non potendo essere eliminata in questo processo ma comunque non da durezza. A contatto con il solfato di magnesio, invece, la soda determina la reazione:
MgSO4 + Na2CO3 → MgCO3 + Na2SO4
Come già accennato in precedenza il solfato di sodio resta e in soluzione, mentre il carbonato di magnesio può essere eliminato con la calce secondo la reazione descritta precedentemente, a proposito della durezza temporanea. I composti insolubili vengono poi eliminati tramite sedimentazione e poi filtrazione. La calce inoltre reagisce con l'eventuale anidride carbonica libera sciolta nell'acqua dando origine a carbonato di calcio insolubile. Questo processo è efficace anche per l'abbattimento del ferro e del manganese presenti nelle acque profonde.
Se è richiesto il solo abbattimento della durezza temporanea si può fare ricorso alla sola calce.

### Stabilizzazione o neutralizzazione
Le acque sono considerate stabili quando non depositano ne solubilizzano il carbonato di calcio.

Questo accade quando la seguente reazione è in equilibrio:
CaCO3 + H2CO3 → Ca(HCO3)2
se però vi è un aumento del pH (diminuzione della concentrazione di H+) la reazione si sposta verso sinistra e l'acqua assume un carattere incrostante mentre se il pH diminuisce, la reazione si sposta verso destra e l'acqua diventa aggressiva.
Un'acqua aggressiva può dare origine a fenomeni di corrosioni nelle tubazioni metalliche con effetto di colorazione giallo-rossastra dell'acqua, che e più evidente all'apertura di un rubinetto, dopo un prolungato tempo di chiusura, con inconvenienti identici a quelli provocati dalla presenza di ferro.
Un eccesso naturale di acido carbonico, conseguente ad una presenza elevata di anidride carbonica, è caratteristico delle acque di sorgente o proveniente da zone granitiche come ad esempio nella Valle D'Aosta, mentre acque ricche di carbonato di calcio sono quelle originate da zone carsiche come la Puglia.
Il parametro di controllo per valutare l'aggressività dell'acqua è l'indice di saturazione o indice di Langelier. Un'acqua aggressiva può causare la corrosione delle tubazione metalliche e cementizie mentre un'acqua incrostante può creare diversi problemi quali l'intasamento delle tubazioni e il deterioramento degli elettrodomestici (lavatrici, ecc.).
Per regolare la stabilità delle acque i trattamenti adottati sono i seguenti:
per la neutralizzazione dell'acidità o deacidificazione, si può ottenere con:
- aerazione: usata per acque molto aggressive; serve ad eliminare parzialmente la CO2 innalzando il pH (vedere aerazione);
- filtrazione su materiali alcalini come frammenti di marmo, dolomite o calcare (vedere filtrazione);
- aggiunta di sostanze basiche come latte di calce, che ha anche la funzione di coadiuvare i trattamenti di coagulazione e di trasformare in composti insolubili i bicarbonati di calcio e magnesio (vedere metodo calce-soda). Si può usare anche idrato di calce in polvere.

La neutralizzazione dell'alcalinità viene attuata con l'impiego di sostanze acide; i più comuni antialcali sono l'acido solforico e l'acido cloridrico.

### Deferrizzazione e demanganizzazione
Questi trattamenti rientrano tra i trattamenti chimici semplici e servono ad eliminare gli ioni solubili di ferro (Fe2+) e manganese (Mn2+) che conferiscono all'acqua un colore giallo-rossastro, che è causa di macchie e aloni su biancheria, sanitari, elettrodomestici, nonché un sapore metallico sgradevole. Gli ioni ferrosi e manganosi sono presenti principalmente nelle acque profonde povere di ossigeno.
In presenza di ossigeno, o altro ossidante, si ha la formazione di idrossidi insolubili che precipitando intorbidiscono l'acqua conferendogli un colore che può variare da giallo paglierino fino a rosso-marrone e si depositano sulle pareti interne delle tubazioni ostruendo le sezioni utile della condotta e supportando lo sviluppo dei ferrobatteri (ad esempio: Gallionella ferruginea, Crenotrix).
I ferrobatteri, utilizzando il ferro precipitato come fonte energetica, proliferano formando una gelatina di colore rossastro sulla superficie interna dei tubi che ingrossandosi può ulteriormente aggravare l'intasamento delle tubazioni nonché alterare le caratteristiche organolettiche dell'acqua (odore e sapore).
Inoltre possono innescare la biocorrosione dei materiali metallici e la degradazione dei materiali cementizi. Nell'uso domestico il ferro contenuto nell'acqua macchia sanitari, rubinetteria e biancheria creando inconvenienti estetici e igienici, mentre in campo industriale può creare problemi ad esempio a concerie, cartiere o tintorie. Inoltre i composti insolubili determinano l'inquinamento delle resine a scambio ionico nei sistemi di addolcimento, riducendone drasticamente il ciclo di vita.
Questi trattamenti sono indispensabili per il trattamento dell'acqua destinata al consumo umano quando la quantità di questi due elementi è superiore ai limiti imposti dalla vigente normativa D.Lgs. n.31/2001 (ferro: 200 μg/l, manganese: 50 μg/l). I possibili trattamenti adottabili sono:
- scambio ionico: si utilizzano resine anioniche. Il potere di scambio è effettivo se il quantitativo di ossigeno disciolto è < 0,5 mg/l altrimenti si ha la precipitazione degli ossidi e l'avvelenamento delle resine. Per superare questo problema si accoppia lo scambio ionico con un trattamento di ossidazione (vedere in seguito)
- stabilizzazione con polifosfati: se il tenore totale di ferro e manganese è < 1 mg/l si può ricorrere semplicemente all'impiego di polifosfati per evitarne la precipitazione.
- ossidazione, precipitazione e filtrazione: prevede l'ossidazione del ferro e manganese ad ossidi insolubili e la loro eliminazione per filtrazione. I filtri utilizzati sono solitamente di sabbia manganizzata cioè impregnata di biossido di manganese che esplica attività catalitica. Come ossidanti si usano O2, O3, Cl2, ClO2, KMnO4.

I trattamenti per abbattere il ferro e il manganese sono gli stessi ma per il secondo i tempi sono più lunghi.

#### Aerazione
Tra gli ossidanti il più comunemente utilizzato è l'ossigeno. 

L'ossidazione si ottiene con il processo di aerazione (vedere aerazione) mediante insufflaggio di aria sotto forma di bolle minute in un'apposita vasca e l'eliminazione del precipitato mediante filtrazione. 

L'ossidazione avviene secondo le seguenti reazioni:
- 2 Fe2+ + ½ O2 + 5 H2O → 2 Fe(OH)3 + 4 H+
- 2 Mn2+ + ½ O2 + 3 H2O → 2 MnO(OH) + 4 H+.

Gli ossidi insolubili vengono eliminati mediante filtrazione.

L'ossidazione con aria si dimostra scarsamente efficace:
- con acque grezze contenenti ferro in combinazioni macromolecolari organiche o trasportato da microrganismi viventi,
- per eliminare il manganese.

In questi caso bisogna ricorrere al trattamento di ossidazione chimica (vedere ossidazione) molto più energico dell'aerazione.

#### Ossidazione
Come su accennato l'ossidazione chimica si usa, al posto dell'aerazione, quando questa non è sufficiente a ridurre a valori accettabili il ferro e il manganese presente nelle acque profonde.

L'ossidazione inoltre consente anche l'abbattimento dei microinquinanti organici.

In molti casi i prodotti utilizzati per la disinfezione possono essere utilizzati come agenti ossidanti.

I più utilizzati disinfettanti/ossidanti sono:
- il cloro gassoso - determina una diminuzione del pH;
- il biossido di cloro;
- l'ipoclorito di sodio - determina un aumento del pH;
- l'ozono.

Il cloro è adatto all'ossidazione di sostanze inorganiche ridotte come il ferro, ma anche nitrito, solfito, solfato ecc.

Se è necessaria una sostanza che abbia solo proprietà ossidanti, e non disinfettanti, si può utilizzare il permanganato di potassio che se sovradosato colora di rosa l'acqua trattata:
- 3Fe2+ +MnO4- + 4H+ → MnO2 + 2Fe3+ + 2H2O

il cloro ed i cloroderivati sono preferibili come ossidanti, sia per ragioni economiche, sia per la facilità di impiego.

Gli ossidi insolubili che si vengono a formare sono eliminati con la filtrazione.

Mediante l'ossidazione si possono eliminare sostanze presenti nell'acqua grezza trasformandole in altre che non sono dannose o allontanandole come ad esempio i solfuri che possono essere ossidati a solfati, i cianuri che possono essere ossidati ad azoto e biossido di carbonio ed eliminati come gas.

#### Ossidazione catalitica
Il processo ossidativo si ottiene facendo passare l'acqua attraverso speciali filtri (filtri deferrizzatori, demanganizzatori), sia a gravità che a pressione, in grado di effettuare sia il processo di ossidazione di ferro e manganese che quello di filtrazione.
Il letto filtrante è costituito, nella sua composizione standard, da biossido di manganese (pirolusite), ottenuto dal lavaggio essiccatura e vagliatura del minerale selezionato per attività catalitica, che è un materiale a elevato potere ossidante, miscelato dal 20 al 50% con sabbia quarzosa, con potere meramente filtrante.
In questo caso è necessario che la granulometria dei due materiali si scelta adeguatamente per avere una perfetta miscelazione dopo i controlavaggi. Il biossido di manganese può essere utilizzato anche da solo. La pirolusite è idonea a trattare acque con pH > 6,2. A contatto con la pirolusite, il ferro e il manganese si ossidano trasformandosi in ossidi insolubili che vengono trattenuti dall'azione filtrante del filtro stesso.
Per accelerare il processo ossidativo, l'acqua può essere soggetta ad una ossidazione chimica preliminare al fine di ossidare il ferro consentendone quindi la sua eliminazione meramente meccanica nel letto filtrante. In presenza di sufficiente ossigeno la pirolusite è capace di promuovere da sola l'ossidazione dello ione ferroso. Per eliminare il manganese si possono utilizzare due processi:
- quello che non prevede una preossidazione. In questo caso la pirolusite ossida direttamente il manganese fino a quando viene completamente ridotta a monossido di manganese perdendo così le sue proprietà. Pertanto in questo caso è necessario procedere alla sua rigenerazione.
- quello che prevede la preossidazione dell'acqua trattata. In questo caso la pirolusite non ha bisogno di alcuna rigenerazione poiché agisce come catalizzatore.

I filtri vanno periodicamente assoggettati a controlavaggio per rimuovere gli ossidi precipitati. Bisogna osservare che la demanganizzazione richiede tempi di contatto maggiori rispetto alla deferizzazione. Con questi filtri si possono eliminare anche arsenico e idrogeno solforato.
La masse filtrante/ossidante può essere costituita anche da zeoliti al manganese.
Le zeoliti richiedono di essere rigenerate periodicamente con permanganato di potassio.

### Desilicazione
La desilicazione si può ottenere durante i trattamenti di chiarificazione e di addolcimento aumentando il dosaggio dei reattivi.
Nel caso sia l'unico trattamento da eseguire si adotta lo scambio ionico con resine anioniche forti rigenerate con soluzioni di idrossido di sodio, cioè resine che contengono gruppi a carattere basico (resine anioniche) come i radicali ammonici quaternari (resine anioniche forti).
Se indichiamo schematicamente la resina anionica con la formula RHO, risulta che un'acqua contenente ioni silicato (ione metasilicato) disciolti darà luogo, venendo a contatto con le resine, a reazioni del tipo:
- 2ROH + (SiO3)2- →R2SiO4 +2OH-

### Fluorurazione e defluorurazione
La presenza del fluoro nell'acqua può essere nociva se in concentrazioni elevate, non nociva se contenuta entro determinati limiti.
Per variare la concentrazione del fluoro presente nell'acqua si può procedere con i seguenti trattamenti chimici normali:
- fluorazione: si aggiungono all'acqua sostanze come il sodio fluoruro, il sodio fluosilicato o l'acido fluosalicilico.
- defluorazione: per ridurre il tasso di fluoro l'acqua viene fatta passare attraverso filtri ad alluminio attivo, idrato di allume, carbone attivo e membrane a scambio ionico.

### Aerazione o strippaggio con aria

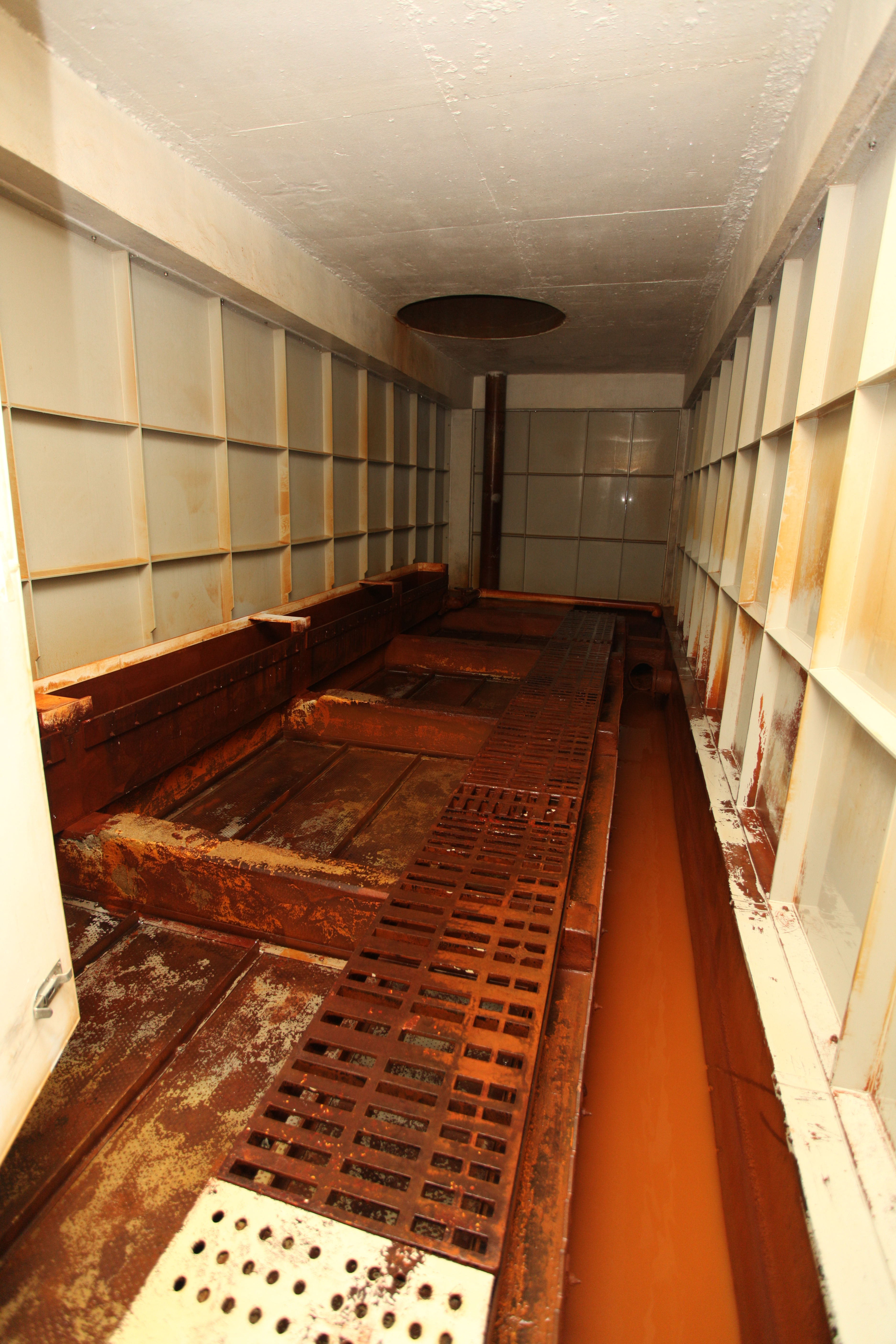
Aerazione nell'acqua artesiana

L'aerazione è un trattamento fisico naturale che viene frequentemente adottato per correggere la concentrazione di gas disciolti nelle acque grezze superficiali compresi i microinquinanti organici volatili come alcuni solventi clorurati. Questo trattamento consiste nell'insufflare aria nell'acqua allontanando in questo modo le sostanze gassose indesiderate.
Il trattamento si basa sulla legge di Dalton e sulla legge di Henry (la solubilità di un gas in un liquido a temperatura costante è direttamente proporzionale alla pressione parziale del gas stesso nella fase gassosa) pertanto insufflando aria si fa in modo che la pressione parziale dei gas ad essa estranei venga mantenuta a valori pressoché nulli e si provoca così la loro eliminazione dalla fase acquosa.
Sperimentalmente è stato notato che alcuni composti gassosi vengono rimossi più o meno facilmente rispetto a quello che sarebbe possibile prevedere sulla base dei valori della sola costante di Henry. Mediante lo strippaggio è possibile ad esempio:
- di eliminare le sostanze che alterano il sapore e l'odore (es. idrogeno solforato e sostanze organiche volatili);
- di eliminare le sostanze che aumentano l'aggressività delle acque (es. idrogeno solforato e anidride carbonica);
- di eliminare le sostanze che interagiscono con altri trattamenti (es. idrogeno solforato nella clorazione);
- di eliminare composti organici volatili sospettati di essere cancerogeni.

I rendimenti di rimozione dell'aerazione nei confronti dei microinquinanti organici sono molto buoni (90-95%). Viene anche utilizzato, negli impianti di potabilizzazione delle acque profonde per ossidare il ferro e il manganese disciolto (vedi deferrizzazione e demanganizzazione) in forme insolubili eliminabili con una successiva sedimentazione e filtrazione.
L'aerazione può determinare però l'introduzione nell'acqua trattata di batteri o altri contaminanti presenti nell'aria e inoltre tale trattamento genera una emissione aeriforme inquinante e pertanto bisognosa di un trattamento specifico prima della sua immissione nell'atmosfera. Di norma vengono utilizzati due tipologie di aeratori:
- aeratori a caduta d'acqua: possono essere a spruzzo, a piatti e a cascata:
  - aeratori a spruzzo: sono costituiti da ugelli di diametro 1÷1,5 pollici posti a distanza di 0,6÷3,6 m l'uno dall'altro con portata di 0,25÷0,5 m³/min. Questi ugelli sono posizionati su una platea in calcestruzzo armato. L'acqua viene spruzzata dagli ugelli, si polverizza aumentando la superficie di contatto con la fase gassosa, e di conseguenza la velocità del processo di degasaggio, per poi raccogliersi sulla platea;
  - aeratori a vassoi multipli o torri di strippaggio: sono i più utilizzati e sono costituiti da una torre a piatti perforati, distanti 10–75 cm, con eventuale riempimento di materiale come pietrisco, coke, ecc. L'acqua spruzzata dall'alto entra in contatto con l'aria soffiata dal basso e si raccoglie sul fondo della torre.
  - aeratori a cascata: consistono in genere in una struttura di calcestruzzo a gradini, su cui l'acqua ruscella. il carico idraulico è di 1÷3 m.
- aeratori a diffusione o a bolle d'aria: consistono in vasche profonde 2,5÷4,5 m e larghe 3÷9 m con un rapporto larghezza profondità di 2/1 e tempo di detenzione di 10-30 min. Mediante diffusori porosi posti sul fondo della vasca viene insufflata aria.

L'ossigeno inoltre oltre ad ossidare ioni quali quelli ferrosi e manganosi che flocculano ossida anche le eventuali sostanze organiche.
- aeratori meccanici: utilizzano una girante motorizzata, sola o in combinazione con un sistema di iniezione d'aria.

Per ossidare preventivamente queste ultime si può usare per esempio l'ozono o il cloro ( (vedere trattamento di ossidazione).

### Ossidazione
L'ossidazione avviene prevalentemente per via chimica anche se sono in via di sperimentazione quella per via fotochimica mediante raggi ultravioletti (vedi attinizzazione). L'ossidazione chimica permette l'abbattimento dei microinquinanti organici anche se in questo caso deve essere sempre attentamente valutata la possibilità che una incompleta ossidazione porti a degli intermedi di reazione parimenti o maggiormente tossici.
L'ossidazione chimica si usa inoltre al posto dell'aerazione quando questa non è sufficiente a ridurre a valori accettabili il ferro e il manganese presente nelle acque profonde (vedi deferrizzazione e demanganizzazione). In molti casi i prodotti utilizzati per la disinfezione possono essere utilizzati come agenti ossidanti.
I più utilizzati disinfettanti/ossidanti sono:
- il cloro gassoso - determina una diminuzione del pH;
- il biossido di cloro;
- l'ipoclorito di sodio - determina un aumento del pH;
- l'ozono.

Il cloro è adatto all'ossidazione di sostanze inorganiche ridotte come il ferro, ma anche nitrito, solfito, solfato ecc. In merito al manganese questo viene ossidato molto lentamente dal cloro, in questo caso si può procedere utilizzando un filtro rivestito di ossido di manganese.
Se è necessaria una sostanza che abbia solo proprietà ossidanti e non disinfettanti si utilizza il permanganato di potassio che però utilizzato in eccesso colora di rosa l'acqua trattata. Il cloro ed i cloroderivati sono preferibili come ossidanti, sia per ragioni economiche, sia per la facilità di impiego.
Gli ossidi insolubili vengono eliminati con la sedimentazione e la filtrazione. Mediante l'ossidazione si possono eliminare sostanze presenti nell'acqua grezza trasformandole in altre che non sono dannose o allontanandole; tra questi i solfuri che possono essere ossidati a solfati, i cianuri che possono essere ossidati ad azoto e biossido di carbonio ed eliminati come gas.

## Trattamenti di affinazione
I trattamenti di affinazione sono trattamenti fisici e chimici adottati per correggere le caratteristiche organolettiche e la concentrazione di solidi disciolti.

Tali trattamenti si distinguono in:
- controllo dell'odore e sapore;
- demineralizzazione.

Oltre ai trattamenti tradizionali di seguito descritti, per l'affinamento esistono anche i processi a membrana, molto più efficaci di quelli tradizionali ma anche più costosi.

Pertanto le applicazioni delle membrane (che rientrano nella categoria dei filtri superficiali) è limitata a trattamenti di affinamento per la rimozione di inquinanti difficili da trattare con i metodi tradizionali.

### Controllo dell'odore e del sapore
Le sostanze responsabili delle alterazioni dell'odore e del sapore sono normalmente le sostanze organiche volatili insature, gas disciolti (ad esempio idrogeno solforato) e microrganismi (ad esempio alghe, microviventi). Poiché l'odore e il sapore dell'acqua sono strettamente interconnessi, si utilizzano gli stessi trattamenti.
I trattamenti adottabili sono:
- aerazione: elimina i gas disciolti;
- chiariflocculazione: elimina le sostanze e i microrganismi in sospensione;
- disinfezione: elimina le alghe e gli altri microviventi;
- adsorbimento su carbone attivo: elimina le sostanze in soluzione anche in micro concentrazione.

I primi 3 trattamenti sono stati già descritti nei punti precedenti.

#### Adsorbimento su carbone attivo
Il trattamento su carbone attivo permette di eliminare dall'acqua sostanze microinquinanti organiche ed inorganiche (es. metalli pesanti, insetticidi e altri fitofarmaci, clorammine, trialometani, ecc.) che possono dare origine ad alterazione dell'odore e del sapore.
Il carbone attivo possiede al suo interno una miriade di canalini, pori e tasche dove le sostanze gassose o disciolte presenti in una soluzione formano legami fisici con la superficie del carbone e pertanto vi aderiscono. Questa proprietà si chiama adsorbimento;il potere adsorbente di un solido è definito dall'isoterma di Freundlich.
Le caratteristiche dei materiali adsorbenti sono:
- elevata superficie specifica -800-1200 m2/g;
- piccole dimensioni del grano (pochi millimetri).

Per conferire questa proprietà al carbone (sia di origine vegetale che minerale), questo viene sottoposto ad un trattamento di attivazione che consistente in un riscaldamento in presenza di adatti reagenti e tendente a farne aumentare la superficie specifica.
L'adsorbimento su carbone attivo può avvenire:
- sul letto filtrante fisso o FAC (filtri a carboni attivi): si usa carbone attivo granulare o GAC; in questo caso il carbone attivo può essere riattivato una volta esaurito e pertanto riutilizzato.

Per eliminare le sostanze che intasano il filtro, come per i filtri rapidi, si procede al controlavaggio, ma se si vuole eliminare le sostanze adsorbite che determinano l'esaurimento del carbone attivo, si deve procedere alla rigenerazione del materiale. La rigenerazione del carbone attivo granulare avviene o per via chimica mediante opportuni solventi o per via termica inviando il materiale in forni ad alta temperatura dove viene rigenerato per combustione in atmosfera di vapore acqueo.
Quest'ultima rigenerazione è la più usata e la meno costosa ma comporta una perdita di carbone variabile tra 5%-10%. I filtri su carbone attivo sono del tutto simili ai filtri rapidi per caratteristiche, dimensioni e parametri dimensionali. In alcuni casi due filtri sono disposti in serie: il primo in up-flow e il secondo in down-flow;
Un problema di questi filtri è la crescita di batteri sul carbone. L'eccessivo sviluppo microbico può causare, infatti, l'intasamento del filtro e, quindi, la conseguente indesiderata presenza di un alto quantitativo di batteri nell'acqua trattata.
- in sospensione: si usa carbone attivo in polvere o PAC; in questo caso il carbone attivo viene introdotto nell'acqua ad esempio durante la chiariflocculazione funzionando anche da coadiuvante di coagulazione.

Il PAC viene perso insieme ai fanghi di supero pertanto il loro uso è più costoso però non favoriscono lo sviluppo batterico.

### Demineralizzazione
Per molti impieghi come ad esempio:
- l'alimentazione di caldaie in pressione;
- l'industria farmaceutica;
- l'industria fotografica;
- l'industria elettronica.

non è sufficiente l'allontanamento delle sostanze in sospensione e dei sali che danno durezza ma bisogna procedere ad una drastica riduzione di tutte le sostanze disciolte, che salvo casi eccezionali, sono rappresentate quasi totalmente da sostanze inorganiche presenti in forma ionica.
Il metodo oggi disponibile per la dissalazione delle acque dolci superficiali e profonde è lo scambio ionico.

#### Scambio ionico

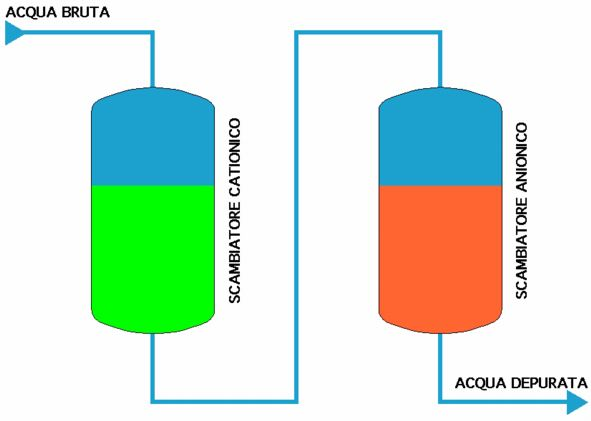
Schema di funzionamento di un demineralizzatore

Lo scambio ionico si basa sulla proprietà di alcune sostanze di natura organica, dette resine scambiatrici, insolubili in acqua, capaci di scambiare con l'acqua stessa atomi legati ai loro gruppi funzionali con gli ioni presenti in soluzione.
Le resine scambiatrici si dividono in:
- resine cationiche: sono capaci di cedere alla soluzione gli ioni H+ e di asportarne cationi metallici (Na+,Ca2+, Mg2+, ecc.)
- resine anioniche: sono capaci di cedere alla soluzione gli ioni OH- e di asportarne gli anioni in soluzione(Cl-,SO42-, ecc.)

Queste resine possono essere naturali (zeolite, glauconite) e artificiali; le prime sono cationiche e si utilizzano prevalentemente per il trattamento di addolcimento, per le demineralizzazione si usano prevalentemente quelle artificiali.
Le resine, sia anioniche che cationiche, possono ancora suddividere in deboli e forti:
- resine cationiche deboli: sostituiscono con H+ solo cationi che derivano da basi forti (es. Na+, K+);
- resine cationiche forti: sostituiscono con H+ anche cationi che derivano da basi deboli (es. Ca2+, Mg2+);
- resine anioniche deboli: sostituiscono con OH- solo gli anioni che derivano da acidi forti (es. SO42-, Cl-,NO3-);
- resine anioniche forti: sostituiscono con OH- anche gli anioni che derivano da acidi deboli (HCO3-, CO3-,SiO32-).

Schematicamente le resine cationiche possono essere rappresentate con il simbolo RH, le anioniche con ROH.
Pertanto l'acqua contenente sali disciolti, venendo a contatto con le resine dà vita a reazioni del tipo:
- RH + Na+ → RNa + H+
- 2ROH + SO42- → R2SO4 + 2OH-

Le resine si presentano sotto forma di granuli delle dimensioni di qualche millimetro, vengo posti in recipienti cilindrici di diametro variabile simili a filtri in pressione.
Le resine si considerano esaurite quando buona parte degli atomi di idrogeno e dei gruppi ossidrilici scambiati sono stati sostituiti e le razioni di scambio non possono più aver luogo.
A questo punto è necessario effettuare la loro rigenerazione.
Nel caso di resine cationiche la rigenerazione consiste nel contatto con una soluzione a concentrazione abbastanza elevata di ioni H+, ottenuta praticamente con una soluzione di acido cloridrico.
Nel caso di resine anioniche la soluzione è invece di idrossido di sodio (ioni OH-).
In questo modo le reazioni su riportate si spostano verso sinistra e la resina si rigenera.

## Disinfezione
Il trattamento di disinfezione ha lo scopo di distruggere completamente i microrganismi patogeni o di microrganismi indicatori della potenziale presenza di microrganismi patogeni. Questo trattamento è sempre presente nella potabilizzazione delle acque superficiali o trattate in apparecchiature all'aperto mentre per le acque profonde può essere presente se necessario. Di regola il trattamento di disinfezione è posto a valle di tutto il ciclo di potabilizzazione.
Spesso, nel caso di acque superficiali, si può prevedere:
- una disinfezione iniziale (normalmente subito a valle dei trattamenti fisici semplici) con l'obiettivo ad esempio di:
  - evitare la proliferazione di alghe e microrganismi dannosi per i successivi trattamenti. Si utilizza di norma l'ozono e il ClO2 mentre non sono adatti l'ipoclorito e il cloro gassoso poiché formano prodotti pericolosi (trialometani o THM);
  - ossidare i composti inorganici (es. ferro, manganese, ammoniaca).
- una disinfezione finale (subito a valle dell'ultimo trattamento, es. post clorazione) al fine di abbattere i microrganismi residui e inoltre deve conferire persistenza cioè garantire la potabilità dell'acqua fino al rubinetto della singola utenza. Si usa l'ozonizzazione o l'irraggiamento con raggi ultravioletti seguiti da acido ipocloroso per la persistenza con dosaggi proporzionali al percorso che deve seguire l'acqua fino alle utenze. si può anche utilizzare solo biossido di cloro o acido ipocloroso.

I trattamenti usualmente impiegati sono:
- trattamenti chimici:
  - la clorazione;
  - la cloro-ammoniazione,
  - l'ozonizzazione;
- trattamenti fisici:
l'irraggiamento con raggi ultravioletti (UVC) o attinizzazione;
  - processi oligodinamici.

Tale trattamento viene usato sempre anche negli impianti di depurazione anche se non scopi diversi, infatti nel trattamento delle acque reflue la disinfezione serve a ridurre la carica batterica entro i limiti richiesti dalla normativa vigente per il mantenimento degli standard qualitativi del corpo ricettore (mare, fiumi, laghi, suolo).

### Clorazione
È il trattamento di disinfezione più diffuso che garantisce l'igienicità dell'acqua per tutto il suo percorso fino all'utenza, ma può generare sottoprodotti tossici e altera il sapore dell'acqua.

#### Azione disinfettante
L'azione battericida è svolta dal cloro e dai suoi derivati (ipocloriti e biossido di cloro). Tale azione si estrinseca come azione ossidante e tossica sul protoplasma della cellula e soprattutto come azione inibitrice dei processi enzimatici; l'azione ossidante è importante per la distruzione dei virus mentre l'azione tossica ed inibitrice determina il blocco del metabolismo dei batteri.
Per contro il cloro è inadatto all'inattivazione di spore batteriche e protozoi (es. cryptosporidium parvum); per questi tipi di microrganismi risultano più efficaci, l'ozonizzazione, l'attinizzazione e la filtrazione su membrana.
Affinché l'azione della clorazione risulti efficace è importante che la torbidità dell'acqua sia bassa per evitare che i microrganismi non si aggreghino alle particelle sottraendosi così all'azione del disinfettante. L'agente disinfettante è l'acido ipocloroso che si ottiene sciogliendo clorogas o gli ipocloriti - ma non il biossido di cloro la cui azione battericida è diversa - in acqua secondo le seguenti relazioni:
Cl2 + H2O → H+ + Cl- + HClO
NaClO + H2O → H+ + OH- + HClO
La dissociazione dell'acido ipocloroso in ione clorito o ipocloritione (ClO-), avviene secondo la seguente reazione:
HClO → H+ + ClO-
e di conseguenza l'azione disinfettante del clorogas o degli ipocloriti, è fortemente influenzato dal pH. Infatti poiché l'azione disinfettante legata alla forma indissociata dell'acido ipocloroso, essendo lo ione clorito privo di effetti disinfettanti, questa sarà più efficace nelle acque con pH più basso. Con un pH < 5 si ha un grado di dissociazione di HClO praticamente nullo mentre passando a pH = 8 il grado di dissociazione è pari a circa il 70-80%. La reattività del biossido di cloro è invece indipendente dal pH.

#### Azione ossidante
Il clorogas e gli ipocloriti, come già accennato in precedenza, sono adatti all'ossidazione di sostanze inorganiche ridotte come: ferro, manganese, solfato, solfito, nitrito, ecc. La velocità di ossidazione del manganese è però lenta.
Inoltre il cloro ossida il bromuro e lo ioduro generando come sottoprodotti i bromati e gli iodati, reagiscono con l'ammonio formando clorammine, le quali hanno un potere disinfettante anche se inferiore a quello del cloro.
Il cloro è però inadatto all'ossidazione dei composti organici poiché danno origine a dei sottoprodotti clorati che possono essere più pericolosi delle sostanze da cui derivano (es. trialometani).
La presenza di fenoli può creare sottoprodotti (clorofenoli) che alterano il sapore e l'odore dell'acqua.
Il biossido di cloro invece oltre al ferro ossida efficacemente anche il manganese trasformandoli in ossidi insolubili facilmente eliminabili mediante filtrazione.
Inoltre questa sostanza non ossida il bromuro non creando bromati o altri prodotti bromorganici e non reagisce con l'ammonio - non si formano clorammine. Infine ossida efficacemente i fenoli e tutti quei composti che alterano il sapore e l'odore e decolora efficacemente gli acidi umici e fulvici. Non forma trialometani.

#### Dosaggio
Per clororichiesta si intende la quantità necessaria di cloro per una completa potabilizzazione dell'acqua. Il cloro viene aggiunto all'acqua fino a che la domanda di cloro presentata dalle sostanze organiche disciolte sia soddisfatta, tutta l'ammoniaca presente sia stata ossidata e rimanga in soluzione un residuo di cloro libero.
Si raggiunge il punto di viraggio o punto di rottura (break point) quando il tenore di cloro libero presente nell'acqua aumenta proporzionalmente alla dose di cloro introdotta (diagramma di clorazione: cloro aggiunto-cloro residuo). La presenza nell'acqua di cloro libero è importante per rendere l'acqua batteriologicamente pura fino al rubinetto delle utenze, prevenendo inquinamenti accidentali lungo il percorso dell'acqua.
Può capitare però che dosaggi sbagliati in eccesso facciano acquisire all'acqua sapore e odore sgradevoli dovuti al cloro o ai clorofenoli e inoltre può danneggiare l'apparato digerente.
I cloratori sono pompe dosatrici di cloro, solitamente sotto forma di ipoclorito di sodio. Questi erogano quantità dosate di cloro per corrispettivi volumi di acqua in transito.

#### Cloro gassoso
Il cloro gassoso è molto aggressivo e corrosivo e pertanto devono essere prese tutte le precauzioni necessarie per evitare eventuali fughe.

Può essere aggiunto:
- tal quale: è più economico ma è poco efficiente per la scarsa dissoluzione del clorogas;
- il soluzione: acqua di cloro ottenuta dalla dissoluzione di cloro in acqua.

Il cloro gassoso può formare trialometani (THM) e acidi aloacetici (HAAs).

Il cloro gassoso è poco adatto per i piccoli acquedotti a causa della sua difficile manipolazione.

#### Ipocloriti
L'utilizzo di ipocloriti è più costoso del clorogas e risulta più competitivo di questo nel caso di disinfezione saltuaria e per piccoli impianti.

Gli ipocloriti più utilizzati sono quello di sodio, di calcio e di potassio.

L'ipoclorito di sodio utilizzata a scopo potabile deve essere conforme alla norma UNI EN 901.

Come il cloro gassoso può formare trialometani (THM) e acidi aloacetici.

#### Biossido di cloro
Il biossido di cloro essendo fortemente instabile e di difficile formazione viene prodotto in apposti reattori, al momento dell'utilizzo partendo da clorito di sodio e acido cloridrico secondo la seguente reazione:
- 5NaClO2 + 4HCl → 5NaCl + 4ClO2 + 2H2O

Nuove tecnologie prevedono anche la generazione di biossido di cloro partendo da clorato di sodio e acido solforico in presenza di acqua ossigenata secondo la seguente reazione:
2NaClO3 + H2SO4 + H2O2 → 2ClO2 + O2+ Na2SO4 + 2H2O
Il biossido di cloro rispetto al cloro ha i seguenti vantaggi:
- ha un potere ossidante maggiore del cloro;
- ha il vantaggio di non formare trialometani e acidi aloacetici;
- agisce efficacemente contro batteri, virus e spore che il cloro non riesce ad eliminare;
- l'effetto sporicidico e virulicido del biossido di cloro è molto elevato rispetto ad una concentrazione uguale di cloro;
- è più efficace del clorogas per l'inattivazione del cryptosporidium parvum che con il clorogas riesce a controllare solo a alti dosaggi;
- non ha una reazione con l'ammonio o con suoi leganti, mentre il cloro reagisce con l'ammonio e crea ammidi di cloro che hanno un effetto negativo per la disinfezione dell'acqua potabile;
- non ha inoltre l'odore tipico del cloro;
- la sua reattività non dipende dal pH dell'acqua.

Tuttavia anche il biossido di cloro presenta dei problemi infatti è più costoso e l'NaClO2 non reagito potrebbe formare cloriti o clorati, che sono potenti agenti mutageni.

#### Tecniche di clorazione
Le tecniche usualmente impiegate sono:
- la preclorazione;
- la super clorazione;
- la clorazione frazionata;
- la postclorazione o clorazione standard.

##### Preclorazione
Prevede l'aggiunta di cloro a monte della filtrazione (trattamento di chiariflocculazione) in quantità tale che non si abbia cloro residuo a valle del filtro.
Con questa tecnica si hanno i seguenti vantaggi:
- riduzione della carica batterica;
- controllo della crescita delle alghe;
- distruzione dell'idrogeno solforato e di altre sostanze che possono influenzare il colore e il sapore dell'acqua;
- ossidazione di composti inorganici (ferro, manganese, ammoniaca).

Questa tecnica è bene che sia seguita sempre da una postclorazione per garantire la potabilità dell'acqua prodotta.

##### Superclorazione
Prevede l'aggiunta occasionale di cloro ad alte concentrazioni(o in un punto del ciclo di potabilizzazione - di regola dopo la filtrazione - o frazionata in più punti dell'impianto) al fine della rimozione degli odori e dei sapori.
Per rimuovere l'eccesso di cloro che rimane nell'acqua si effettua una declorazione mediante ad esempio:
- adsorbimento su carbone attivo;
- aggiunta di sostanze riducenti come il tiosolfato di sodio, il metabisolfato di sodio, il solfito di sodio, il bisolfito di sodio, l'ammoniaca acquosa, l'anidride solforosa;
- aerazione.

##### Clorazione frazionata
Prevede l'aggiunta di cloro ad alte concentrazioni in due punti distinti dell'impianto.
Con questa tecnica si hanno i seguenti vantaggi:
- riduzione della carica batterica sui filtri;
- controllo della crescita delle alghe sui filtri;
- riduzione del sapore e dell'odore.

Sulla flora batterica, l'azione del cloro a alte concentrazioni per tempi brevi è più efficace di un'esposizione per tempi lunghi a basse concentrazioni come avviene ad esempio in una preclorazione.

##### Postclorazione
Prevede l'aggiunta di cloro a valle della filtrazione (trattamento di chiariflocculazione).

In questo caso la quantità di cloro è minima essendo stato già abbattuto la quasi totalità delle sostanze organiche presenti nell'acqua grezza e pertanto l'azione del cloro si concentra solo sulla flora batterica presente.

Come disinfettante viene frequentemente preferito l'ipoclorito di sodio.

### Cloroammoniazione
La cloroammoniazione sfrutta l'azione battericida delle clorammine prodotte dall'ammoniaca e dal cloro aggiunto separatamente all'acqua.
L'acido ipocloroso, che si forma per aggiunta di cloro nell'acqua, si combina con l'azoto ammoniacale formando mono e diclorammine secondo la seguente reazione (per le monocloroammine):
- NH3 + HClO →NH2Cl +H2O

Poiché l'azione battericida è più lenta di quella del cloro, specialmente per pH elevati, il tempo di contatto con l'acqua deve essere più lungo (1 - 2 ore).
Il trattamento di cloroammoniziaone però garantisce una percentuale di cloro residuo libero più elevata rispetto a quella del cloro, garantendo così una maggiore sicurezza contro gli inquinamenti accidentali senza alterare le proprietà organolettiche dell'acqua.
Inoltre non produce quantità significanti di trialometani.

### Ozonizzazione
L'ozonizzazione è una tecnica di disinfezione delle acque che impiega ozono (O3).

L'azione ossidante dell'ozono avviene in due modi: direttamente tramite O3 (selettiva) e attraverso il radicale OH di formazione secondaria (non selettiva).

#### Vantaggi e svantaggi
L'ozono rispetto al cloro:
- ha una maggiore efficacia nei confronti di batteri e virus e in concentrazione elevata anche nei confronti dei protozoi;
- non determina l'insorgere di cattivi odori e sapori;
- se l'ozonizzazione è ben eseguita garantisce una quantità molto ridotta di sottoprodotti pericolosi per la salute umana (vedere sottoprodotti della disinfezione) e la distruzione di cattivi odori.

Inoltre l'utilizzo dell'ozono porta all'ossidazione e alla conseguente rimozione delle sostanze inorganiche presenti nell'acqua, come il ferro, il manganese (vedere deferrizzazione e demanganizzazione) il cianuro, l'arsenico.
Provvede alla distruzione di diversi microinquinanti organici - come fitofarmaci, fenoli e detergenti - in maniera più efficace del cloro; infatti risulta più attivo nella demolizione di molecole complesse. Ha però l'inconveniente di avere un costo elevato e avendo un decadimento rapido, non consente una copertura igienica dell'acqua fino all'utenza e pertanto non può essere l'unico trattamento di disinfezione. Infine in presenza di acque contenenti bromuri dà origine a bromati che rientrano tra i sottoprodotti della disinfezione (vedere sottoprodotti della disinfezione).

#### Impiego
Questo gas essendo instabile e non potendo essere stoccato e trasportato deve essere prodotto nel luogo di trattamento mediante ozonizzatore.
Nei generatori di ozono, l'aria prelevata dall'esterno, viene sottoposta inizialmente ad una deumidificazione spinta. Successivamente, all'interno del generatore, il flusso viene investito da scariche elettriche ad alto voltaggio che fanno arricchire l'aria di ozono, infatti l'energia fornita consente ad una parte delle molecole d'ossigeno di essere scisse in due molecole omologhe dette radicali che sono particolarmente elettronegative, secondo la reazione:
- O2+en → 2O•

ciascun radicale andrà ad unirsi ad una molecola di ossigeno per dare ozono, una molecola trivalente molto aggressiva e instabile:
- O•+O2 → O3

L'ozono è una molecola instabile e la sua azione disinfettante risulta dall'ossigeno nascente, altamente ossidante, che si libera nella seguente reazione di dissociazione:
- O3 → O2

L'ozono ha una bassa solubilità nell'acqua ed essendo questo gas tossico e corrosivo, deve essere immesso nella corrente dal basso verso l'alto per aumentarne la miscelazione.
L'immissione nella corrente avviene per insufflaggio, attraverso una rete di piastre in ceramica porosa poste sul fondo della camera di contatto.
Il contatto acqua-aria ozonata, e pertanto la soluzione dell'ozono, avviene sulla superficie delle numerose bollicine che risalgono in superficie. La parte di aria ozonata in eccesso viene recuperata nella parte superiore della camera di contatto e rimessa in circolo.
L'ozonizzazione può essere effettuata anche all'acqua grezza in ingresso all'impianto. In questo modo si previene la formazione e lo sviluppo di popolazioni batteriche ed algali, e si riesce a mantenere tutte le sezioni dell'impianto di potabilizzazione in condizioni di massima pulizia.

### Attinizzazione

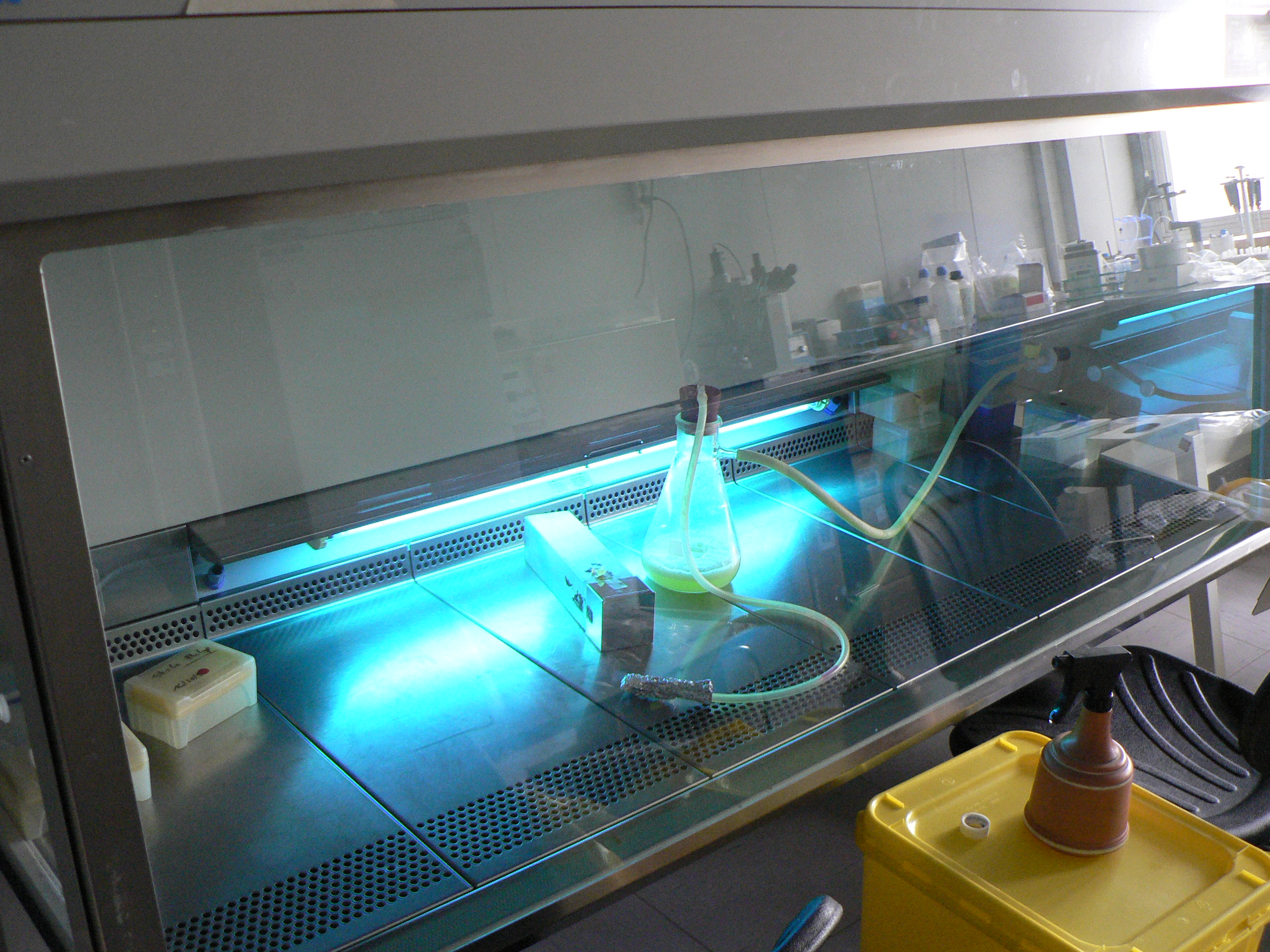
lampada a mercurio

L'attinizzazione sfrutta l'azione battericida dei raggi ultravioletti emanati da lampade a vapori di mercurio a bassa pressione. L'uso di raggi UV consente di distruggere le molecole indispensabili per i processi metabolici del DNA batterico.
I raggi UV hanno un potere biocida elevatissimo nei confronti di batteri, spore, virus, funghi, nematodi. L'efficacia massima la si ha mediante l'uso di lunghezza d'onda (λ) intorno ai 250 nanometri corrispondente agli UV C e con una densità di flusso radiativo di almeno 6000 µW/cm2 (microWatt per centimetro quadrato). Poiché le lampade usate normalmente perdono efficacia nel corso del tempo si usano lampade con densità di flusso radiativo molto superiore.
Questo trattamento è efficace a condizione che l'acqua sia sufficientemente limpida (SST< 30 mg/l), e perciò i raggi luminosi possano permearla completamente, poiché l'energia radiante viene intercettata dalle particelle sospese.

#### Tecnica
Il trattamento consiste nell'esporre l'acqua perfettamente limpida per 1-3 secondi ai raggi UV-C, e poiché la penetrazione dei raggi è limitata l'acqua deve scorrere in lama < 10 cm. L'esposizione delle acque ai raggi ultravioletti può avvenire sostanzialmente in due modi.
Nel primo caso l'acqua scorre all'interno di un reattore tubolare, sigillato e in pressione, in cui è posta la lampada; nel secondo caso l'acqua scorre su una superficie riflettente e al di sopra di questa è posta la lampada.

#### Vantaggi e svantaggi
L'utilizzo dei raggi ultravioletti ha il vantaggio di non dover aggiungere sostanze chimiche, causa della modifica delle proprietà organolettiche dell'acqua, ma nel contempo ha lo svantaggio dei costi elevati, della necessità di acqua relativamente limpida e del non garantire la persistenza e pertanto non può essere l'unico trattamento di disinfezione. Infine risulta adatto per trattare piccole portate.

### Processi oligodinamici
I processi oligodinamici o sterilizzazione ione d'argento, ancora in via di sperimentazione, sfruttano l'azione inibitrice sulla vita batterica dell'argento (effetto oligodinamico.)

Per la sterilizzazione l'argento viene disposto su sabbia, porcellana o candele ceramiche o aggiunto direttamente all'acqua.

### Sottoprodotti della disinfezione
La disinfezione può determinare la produzione di sottoprodotti, detti DBPs - dall'inglese Disinfection By-Products, che risultano dei contaminati dell'acqua potabile che possono conferire a questa odori e sapori sgradevoli ma possono anche avere effetti nocivi per la salute (prodotti cancerogeni).

Infatti i disinfettanti formano, con alcune sostanze organiche e/o inorganiche presenti nell'acqua, composti di tipo:
- organo-alogenati - es. i trialometani (THM)
- inorganici - es. i cloriti
- non alogenati - es. il benzene.

I fattori che influenzano la formazione dei DPBs sono la tipologia, la dose del disinfettante e il residuo di disinfezione.

Come si è visto in precedenza il cloro gassoso e gli ipocloriti formano acido ipocloroso il quale può dare origine a DBP come:
- organo-alogenati tra i quali i principali sono:
  - i trialometani (THMs)
  - gli acidi aloacetici (HAAs)
- inorganici:
  - clorati (specialmente con ipocloriti)
- non alogenati:
  - aldeidi
  - benzene.

Il biossido di cloro forma principalmente composti inorganici come i cloriti e i clorati, mentre le clorammine possono dare origine ad esempio a alogenotrili, clorammine organiche, come composti organo-alogenati, mentre come composti inorganici possono formare nitriti, nitrati, clorati e idrazina, mentre tra i composti non alogenati figurano aldeidi e chetoni.

L'ozono può dare origine tra l'altro a bromoformio, acetone come composti del primo gruppo, clorati, iodati e bromati come composti inorganici e aldeidi e chetoni come composti dell'ultimo gruppo.

#### Trialometani
Tra i sottoprodotti più pericolosi della disinfezione troviamo i trialometani o THMs (TriHaloMethanes). Quelli principalmente presenti nell'acqua potabile sono: cloroformio, bromoformio, bromodiclorometano, dibromoclorometano. Queste sostanze sono sospettate di creare danni al fegato, reni e al sistema nervoso centrale e sono inoltre considerati cancerogeni per l'uomo (2B per la IARC - probabile cancerogeno). Si formano per reazione tra il cloro e la materia organica presente nell'acqua; si possono formare anche per reazione col propanone (sotto prodotto dell'ozono). Il D.lgs n.31/2001 prevede un limite massimo di trialomentani pari a 30 µg/L.

#### Acidi aloacetici
Sia il cloro gassoso che gli ipocloriti reagendo con il propanone presente nell'acqua possono formare gli acidi aloacetici o HAAs dall'inglese HaloAceticAcids.

i principali HAAs sono:
- l'acido monocloracetico;
- l'acido dicloroacetico;
- l'acido tricloroacetico;
- l'acido monobromoacetico;
- l'acido dibromoacetico.

Anche queste sostanze sono sospettate di causare il cancro nell'uomo.

Tali sostanze non erano regolamentate dal D.lgs n.31/2001 di recepimento della Dir. 98/83/CE "relativa alla qualità delle acque destinate al consumo umano", ma lo sono nel D.lgs n.18/2023, che recepisce la Dir. (UE) 2020/2184 avente lo stesso argomento e che ha abrogato la Dir. 98/83/CE.

## Schemi tipo di impianti linea acqua

### Impianti per acque superficiali
Le acque superficiali normalmente sono notevolmente contaminate.
Sono presenti contaminanti di origine naturale come alcuni solidi sospesi (torbidità), sostanze organiche e microinquinanti di origine antropica oltre ad una elevata carica microbica. La normativa vigente (art. 80 D.lgs n. 152/2006 e s.m.i.) regola le acque dolci superficiali destinate alla produzione di acqua potabile.
In tal senso le acque superficiali vengono classificate in 3 categorie, secondo le loro caratteristiche fisiche, chimiche e microbiologiche (allegato 1/A del suddetto D.lgs) - A1,A2,A3.
Per ognuna di queste categorie vengono stabiliti i trattamenti specifici di potabilizzazione:
- A1 - trattamento fisico semplice e disinfezione;
- A2 - trattamento fisico e chimico normale e disinfezione;
- A3 - trattamento fisico e chimico spinto, trattamento di affinamento e disinfezione.

Un impianto tipo per acqua superficiali di categoria A1 può essere costituito dai seguenti trattamenti:
- pretrattamenti;
- filtrazione;
- disinfezione.

Un impianto tipo per acqua superficiali di categoria A2 può essere costituito dai seguenti trattamenti:
- pretrattamenti;
- pre disinfezione;
- chiariflocculazione;
- sedimentazione;
- filtrazione;
- disinfezione.

Un impianto tipo per acqua superficiali di categoria A3 può essere costituito dai seguenti trattamenti:
- pretrattamenti;
- pre disinfezione;
- chiariflocculazione;
- sedimentazione;
- filtrazione;
- rimozione micro inquinanti organici (adsorbimento su carbone attivo, strippaggio, ossidazione);
- disinfezione.

I pretrattamenti sono costituiti essenzialmente da una combinazione idonea di trattamenti fisici semplici.
Nel caso in cui il valore della portata affluente all'impianto o la relativa temperatura o concentrazione degli inquinanti è molto variabile è buona norma inserire nei pretrattamenti (di regola dopo la misurazione di portata) anche l'equalizzazione.

#### Equalizzazione
L'equalizzazione si utilizza in quei casi in cui esistono variazioni marcate di portata affluente, della temperatura dell'acqua e della concentrazione degli inquinanti.
Il bacino di equalizzazione consiste in una vasca di accumulo del quale avviene una miscelazione effettuata attraverso deflettori, agitatori meccanici o aerazione.
Il primo metodo è il più utilizzato e meno costoso ed evita la formazione di cortocircuiti però non garantisce una miscelazione efficiente; il secondo garantisce la miscelazione più efficienti ed è raccomandato per piccoli bacini infine il terzo metodo è quello che causa il maggior consumo di energia.
Dalla vasca di equalizzazione si avrà un effluente a portata, concentrazione di inquinanti e temperatura, costante.

### Impianti per acque profonde
Le acque di origine profonda sono più pure di quelle superficiali e pertanto contengono principalmente sostanze di origine naturale.
Infatti possono contenere ferro e manganese; nel caso di acque profonde in aree vulcaniche e/o termali possono contenere anche idrogeno solforato, che oltre a conferire all'acqua un cattivo odore può causare la corrosione dei materiali metallici, e solfati che conferiscono all'acqua un sapore amarognolo.
Nel caso in cui la falda profondo poggia sull'acqua di mare (come accade in Puglia) l'acqua potrebbe contenere anche dei cloruri qualora per cause antropiche si dovesse rompere l'interfaccia.
Comunque l'acqua profonda può contenere anche contaminanti di origine antropica come nitrati, fitofarmaci, organoalogenati.
Un impianto è sicuramente meno complesso di quello per acque superficiali e una tipologia può essere costituita dai seguenti trattamenti:
- ossidazione;
- adsorbimento su carboni attivi;
- disinfezione;
- accumulo finale.

## Trattamento dei fanghi di risulta
I fanghi provenienti dai vari trattamenti di potabilizzazione (grigliatura, sedimentazione, chiariflocculazione, ecc.) subiscono di norma dei trattamenti di tipo chimico, biologico o fisico/termico prima del loro smaltimento finale/riutilizzo.

L'obiettivo primario del trattamento dei fanghi è quello:
- di stabilizzare le sostanze organiche, se presenti, in modo garantire uno smaltimento privo di inconvenienti igienico/ambientali;
- di ridurre al minimo il volume dei fanghi, aumentandone la frazione solida, in modo da rendere minimo il costo del trasporto e gli oneri dello smaltimento.

I processi di trattamento dei fanghi possono essere suddivisi in due grandi categorie:
- i processi di separazione che hanno lo scopo di allontanare parte della frazione liquida dalla frazione solida dei fanghi;
- i processi di conversione che hanno lo scopo di modificare le caratteristiche di fanghi per facilitarne i trattamenti successivi.

I trattamenti utilizzati comunemente possono appartenere o ad una sola delle due categorie (es. condizionamento) o ad entrambe contemporaneamente (es. incenerimento).

La linea fanghi di un impianto di potabilizzazione può essere costituito dai seguenti trattamenti:
- ispessimento a gravità: viene realizzato all'interno dei bacini di ispessimento e ha lo scopo di ridurre il contenuto di umidità dei fanghi freschi da destinarsi alla successiva fase di disidratazione;
- condizionamento: è un trattamento propedeutico al trattamento di disidratazione meccanica dei fanghi e consiste nell'aggiunta di polimeri o altri coadiuvanti chimici (es. cloruro ferrico, calce, ecc.). Il condizionamento consente principalmente una maggiore disidratabilità dei fanghi durante la disidratazione meccanica e pertanto una maggiore concentrazione di secco.
- disidratazione meccanica (centrifugazione, filtropressatura, ecc.): consiste nella riduzione ulteriore del tenore di umidità dei fanghi ispessiti al fine del loro smaltimento come rifiuto speciale inerte.

L'acqua di risulta; acqua madre, separata durante il processo viene riciclata in testa all'impianto.

## Smaltimento dei fanghi
Il fango dopo i cicli di trattamenti di cui sopra, può essere smaltito:
- mediante incenerimento;
- in discariche controllate di rifiuti speciali;

oppure riutilizzato:
- sul suolo adibito ad uso agricolo;
- sul suolo non adibito ad uso agricolo;
- negli impianti di compostaggio.

## Monitoraggio

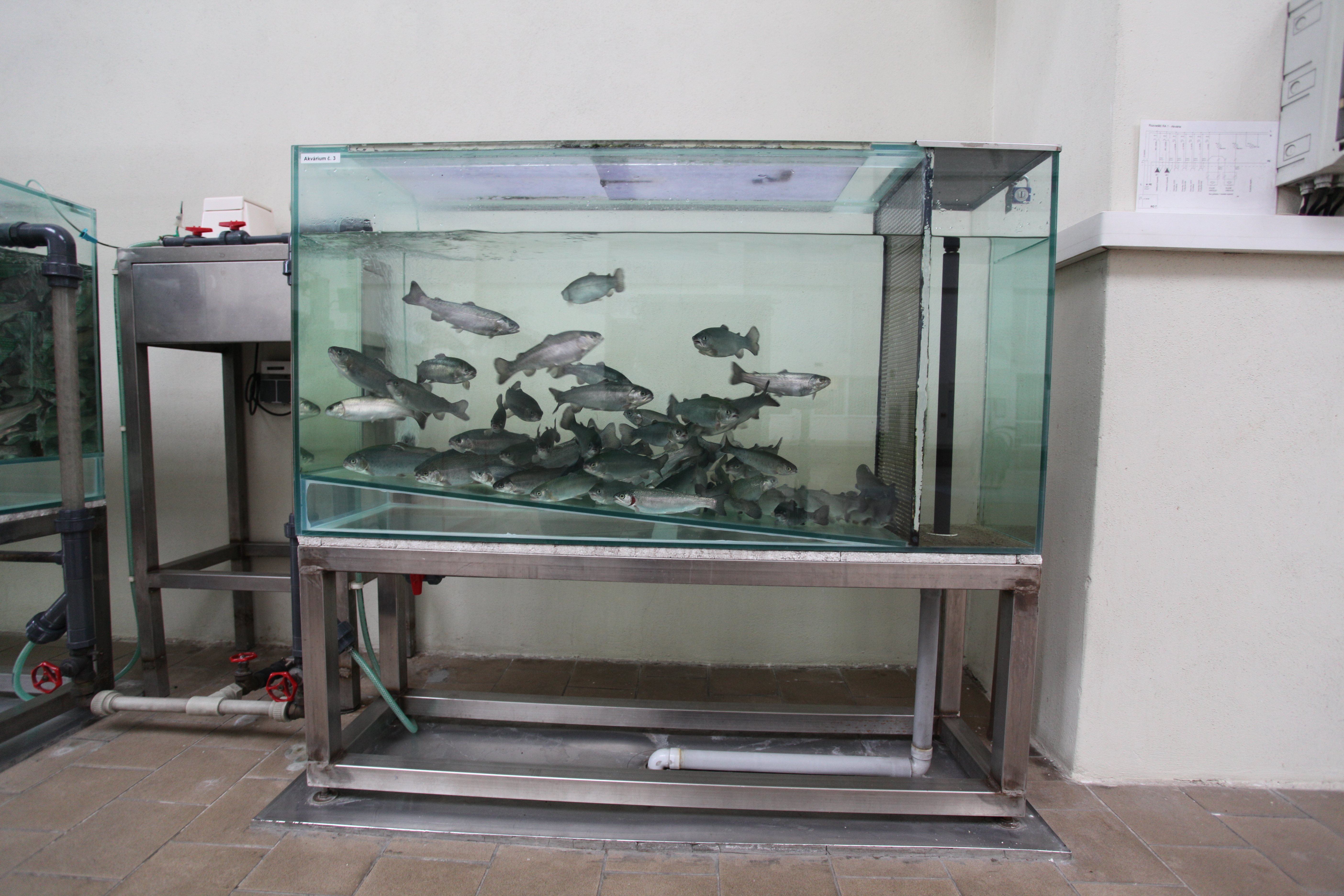
Vasca contenente alcune trote arcobaleno (Oncorhynchus mykiss) utilizzate per rilevare inquinamenti acuti

All'interno degli impianti di potabilizzazione spesso vengono poste delle vasche, contenenti trote arcobaleno, in cui viene immessa l'acqua potabilizzata.
Le trote, essendo sensibili a diversi inquinanti (ad esempio erbicidi), consentono di individuare eventuali inquinamenti acuti.

## Progetti in via di sviluppo
Nel 2021 i ricercatori dell’Università di Princeton hanno sviluppato un filtro che, grazie all’energia solare, riesce a rendere potabile l’acqua contaminata.

### Normativa
- D.P.R. n.236 del 24.05.1988: Attuazione della direttiva CEE numero 80/778 concernente la qualità delle acque destinate al consumo umano, ai sensi dell'art. 15 della L. 16 aprile 1987, n. 183 (modificato in un secondo momento dal D.Lgs 31/2001).
- D.Lgs. n. 31 del 02.02.2001: Requisiti di qualità delle acque destinate al consumo umano